# 南アフリカ共和国

南アフリカ共和国

国の標語：!ke e: ǀxarra ǁke
（カム語: 様々な人々が一致協力する）
国歌：南アフリカの国歌
National Anthem of South Africa

1. 
2. 
3. 

南アフリカ共和国（みなみアフリカきょうわこく、英: Republic of South Africa, アフリカーンス語: Republiek van Suid-Afrika）、通称南アフリカは、アフリカ大陸最南部に位置する共和制国家。
北東でエスワティニ、モザンビーク、北でジンバブエ、ボツワナ、西でナミビアと国境を接し、内陸国レソトを四方から囲んでいる。北を除く三方は海で、アフリカ大陸最南端アガラス岬を境に東がインド洋、西が大西洋で、南インド洋のプリンス・エドワード諸島を領有する。
イギリス連邦加盟国の一つ。首都機能をプレトリア（行政府）、ケープタウン（立法府）、ブルームフォンテーン（司法府）に分散させているが、各国の大使館はプレトリアに置いていることから国を代表する首都はプレトリアと認識されている。
黒人、白人、インド系などが暮らす多人種・多民族国家である。かつては白人が有色人種を差別・支配するアパルトヘイト政策がとられていた。

## 概要
南アフリカ共和国はかつて有色人種に対する人種差別で知られていた。それはアパルトヘイトと呼ばれる1994年まで法制化されていた政策によるものであった。ダイヤモンドの世界的産地であり、民主化後の経済発展も注目されている。
同国はアフリカ経済の牽引国であり、アフリカ唯一のG20参加国である。IMF推計による2022年のGDPは4,115億ドルであり、アフリカではエジプトと並びナイジェリアに次ぐ経済規模である。アフリカで最も工業化が進んでいる国として新興工業国と見なされている。
南アフリカ共和国はBRICSの加盟国である。ダーバンで開かれた第5回BRICS首脳会議では、新開発銀行の設立を合意した。本部は中国の上海であるが、ヨハネスブルグには「新開発銀行アフリカ地域センター」という新開発銀行のアフリカ本部が置かれている。
一方で後天性免疫不全症候群 (AIDS)の蔓延、教育水準の低い非白人の極端な貧困、平時にもかかわらず1日の他殺による死者数が戦争中レベルで治安が毎年悪化しているなど、懸念材料も多い。

## 国名
11の公用語を採用しており、公用語によって国名の表記も異なる。
- アフリカーンス語: Republiek van Suid-Afrika
- 英語: Republic of South Africa
- ズールー語: IRiphabliki yaseNingizimu Afrika
- 南ンデベレ語: IRiphabliki yeSewula Afrika
- 北ソト語: Rephaboliki ya Afrika-Borwa
- ソト語: Rephaboliki ya Afrika Borwa
- スワジ語: IRiphabhulikhi yeNingizimu Afrika
- ツォンガ語: Riphabliki ra Afrika Dzonga
- ツワナ語: Rephaboliki ya Aforika Borwa
- ヴェンダ語: Riphabuḽiki ya Afurika Tshipembe
- コサ語: IRiphabliki yaseMzantsi Afrika

独立後、イギリス連邦を脱退する1961年までは「南アフリカ連邦」と呼ばれていた。

## 歴史

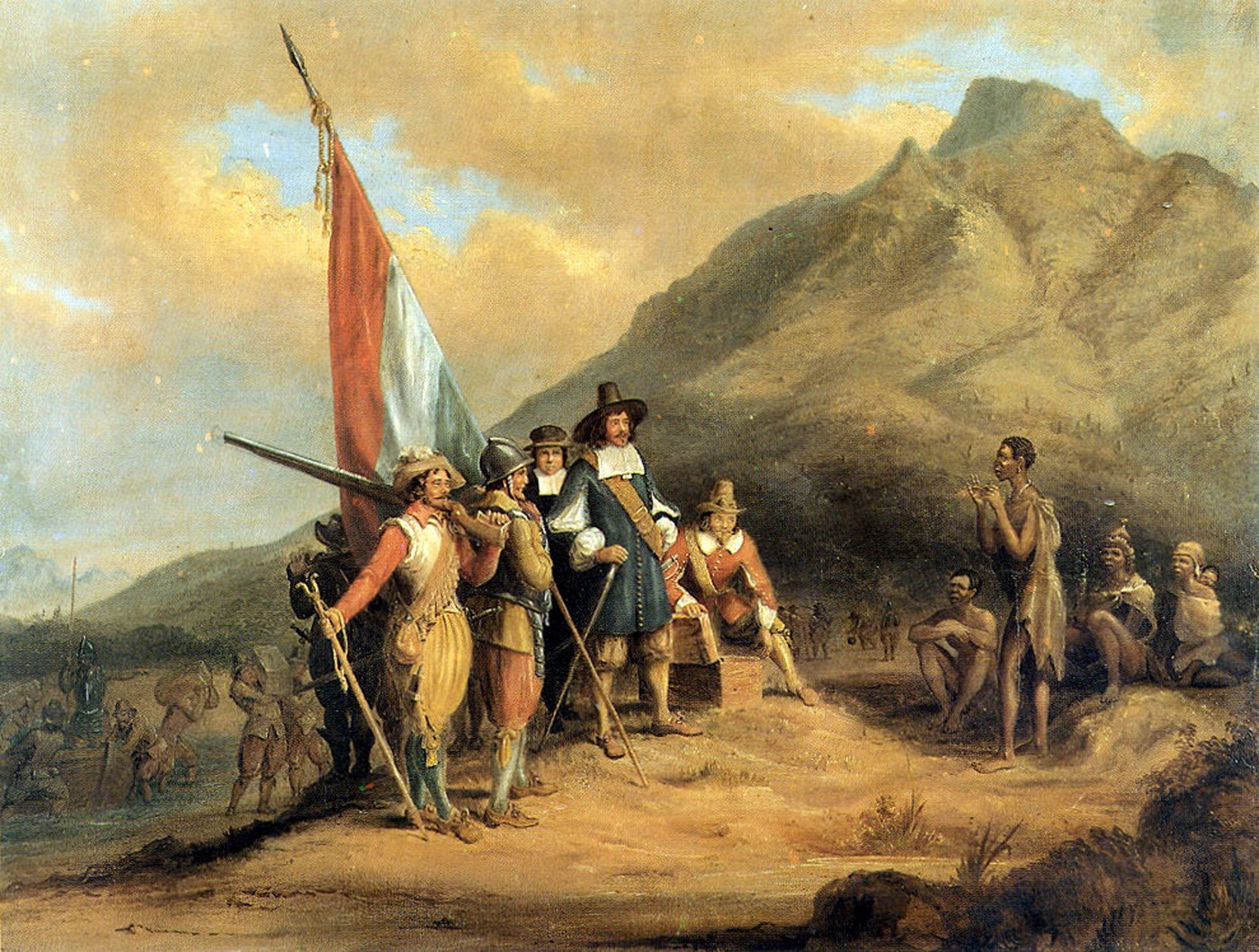
ヤン・ファン・リーベックのケープ上陸

紀元前数千年ごろから、狩猟民族のサン人（ブッシュマン）と同系統で牧畜民族のコイコイ人（ホッテントット：「吸着音でわけのわからない言葉を話す者」の意）が居住するようになった。また、300年 - 900年代に現在のカメルーンに相当する赤道付近に居住していたバントゥー系諸民族が南下し、現在の南アフリカに定住した。
ヨーロッパで大航海時代が始まった15世紀末の1488年に、ポルトガル人のバルトロメウ・ディアスがアフリカ大陸最南端に近い喜望峰に到達した。
1652年にオランダ東インド会社のヤン・ファン・リーベックがこの地に到来し、喜望峰を中継基地とした。喜望峰は航海上の重要な拠点として注目されたうえ、気候も比較的ヨーロッパに似ていたためである。以後、オランダ人移民は増加し、ケープ植民地が成立した。この植民地にて形成されたボーア人（Boer：アフリカーンス語読みでブール人とも呼ばれるが、本項では以下ボーア人で統一）の勢力拡大とともに、コイ人やサン人などの先住アフリカ人との争いも起きた。一方で先住アフリカ人とボーア人、またオランダ領東インドから奴隷として連れてきたインドネシア系諸民族とボーア人の混血も進み、のちにカラードと呼ばれることになる民族集団が生まれた。
18世紀末には金やダイヤモンドの鉱脈を狙ってイギリス人が到来した。ボーア人とイギリス人は対立し、フランス革命戦争中の1795年にイギリスのウィリアム・ベレスフォード将軍がケープタウンを占領した。

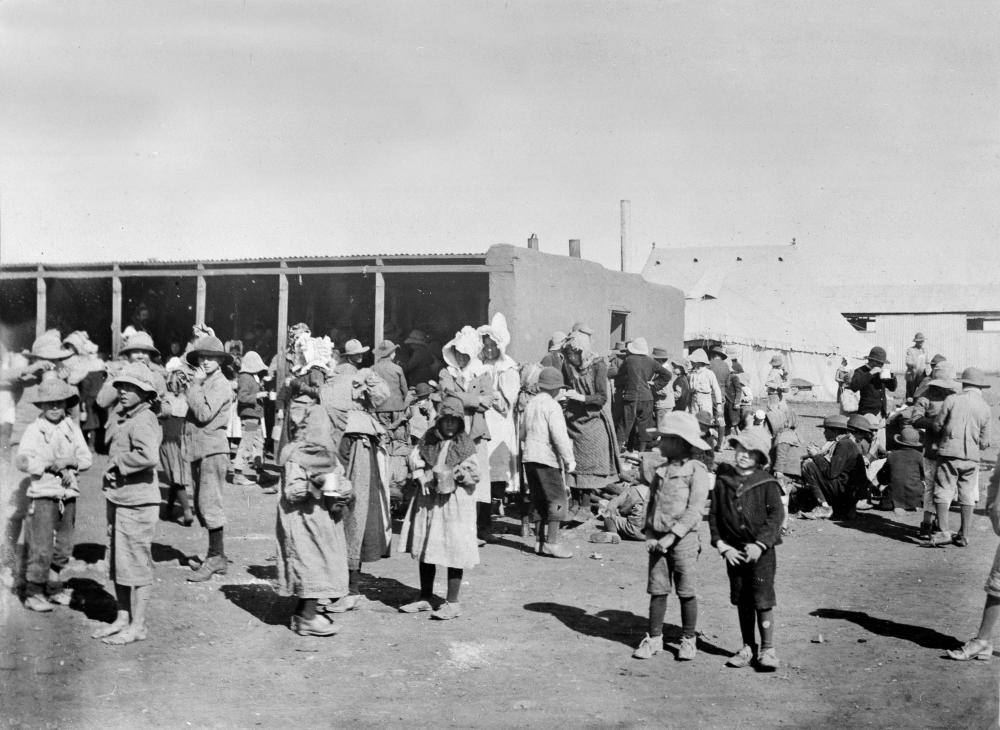
第二次ボーア戦争（1899年 - 1902年）に際してのイギリスの強制収容所に送られたボーア人の女性と子ども。イギリスによって建設されたこの強制収容所は、20世紀の世界各国で建設された強制収容所の先駆となった。

ナポレオン戦争終結後、19世紀初頭にケープ植民地はオランダからイギリスへ正式に譲渡され、イギリス人が多数移住した。イギリスの植民地になり英語が公用語となり、同国の司法制度が持ち込まれるなどイギリスの影響が強まった。イギリス人の増加とともに英語を解さないボーア人は二等国民として差別され、自らをアフリカーナーと呼ぶようになった（以下ボーア人をアフリカーナーとする）。1834年12月1日にイギリスが統治するケープ植民地内で奴隷労働が廃止されると、奴隷制に頼っていたアフリカーナーの農業主はこの奴隷制度廃止措置に反発し、1830年代から1840年代にかけてイギリスの統治が及ばない北東部の奥地へ大移動を開始した（グレート・トレック）。アフリカーナーはバントゥー系のズールー人やンデベレ人、スワジ人、ツワナ人など先住アフリカ人諸民族と戦いながら内陸部へと進み、ナタール共和国（1839年建国）や、トランスヴァール共和国（1852年建国）、オレンジ自由国（1854年建国）などのボーア諸共和国を建国した。しかし、セシル・ローズに代表されるように南アフリカ全土を領有することを求めたイギリスとの対立から2度にわたるボーア戦争に発展し、第一次ボーア戦争ではアフリカーナーの両国がイギリスを退けたが、第二次ボーア戦争（1899年 - 1902年）では敗北し、それらもすべてイギリスの手に落ちた。アフリカーナーのみならず、独立していた先住アフリカ人諸民族のアフリカーナーとイギリス人双方に対する抵抗も続いたが、1879年のズールー戦争のように抵抗した民族は全て敗れ、南アフリカはほぼ完全にイギリスに支配された。

1994年まで使用された国旗。アパルトヘイトの象徴として悪名高い。

1910年5月31日に、ケープ州、ナタール州、トランスヴァール州、オレンジ自由州の4州からなる南アフリカ連邦として統合され、イギリス帝国内のドミニオン（自治領）としてアフリカーナーの自治を確立した。翌1911年には、鉱山における白人・黒人間の職種区分と人数比を全国的規模で統一することを目的とした、白人労働者保護のための最初の人種主義法である「鉱山・労働法」が制定された。それからも人種差別法の制定は続いた。
第一次世界大戦ではアフリカ各地も戦場になった（アフリカ戦線）。南アフリカから出撃した英軍はドイツ領南西アフリカを占領し、南西アフリカとしてナミビア独立まで支配した。
1931年にはウェストミンスター憲章が採択され、南アフリカ連邦は外交権をはじめイギリスと同格の主権を獲得。1934年にはイギリスの議会で南アフリカ連邦地位法が可決され、正式に主権国家として規定された。1939年に第二次世界大戦が勃発すると、南アフリカ連邦は連合国の一員として参戦した。

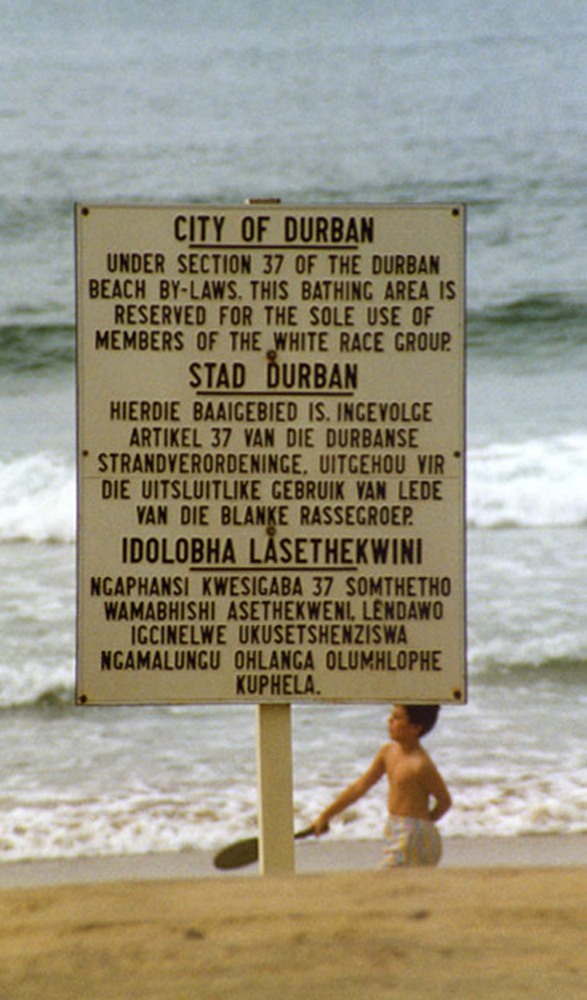
アパルトヘイト時代の人種隔離についての規定が表記されたビーチの看板

1948年にアフリカーナーの農民や都市の貧しい白人を基盤とする国民党が政権を握り、ダニエル・フランソワ・マランが首相に就任すると、国民党はアパルトヘイト政策（人種隔離政策）を本格的に推進していった。国際連合の抗議やアフリカ人民評議会などの団体の抵抗にもかかわらず、国民党はアパルトヘイト政策をやめることはなかった。国際関係としては、反共主義を押し出し、自由主義陣営として朝鮮戦争に軍を派遣した。
1958年にマランに続いてヘンドリック・フルウールトが首相に就任すると、南アフリカは1960年代から1980年代にかけて強固なアパルトヘイト政策を敷いた。他方、国内では人種平等を求める黒人系のアフリカ民族会議（ANC）による民族解放運動が進み、ゲリラ戦が行われた。1960年のシャープビル虐殺事件をきっかけに、1961年にはイギリスから人種主義政策に対する非難を受けたため、イギリス連邦から脱退し、立憲君主制に代えて共和制を採用して新たに国名を南アフリカ共和国と定めた。一方で、日本人は白人でないにもかかわらず白人であるかのように扱われる名誉白人として認められ、日本は南アフリカ政府や南アフリカ企業と深いつながりを持つことになった。また、世界的に脱植民地化時代に突入していたにもかかわらず、このように露骨な人種主義政策をとり続けたために、域内のアフリカの新興独立国から国際的に孤立したため、同様に域内で孤立していた白人国家ローデシアや、アフリカにおける植民地帝国の維持を続けるポルトガル、そして強固に反共政策をとっていた中華民国（台湾）や、汎アラブ主義の波に対抗していたイスラエルとの結びつきを深めた。

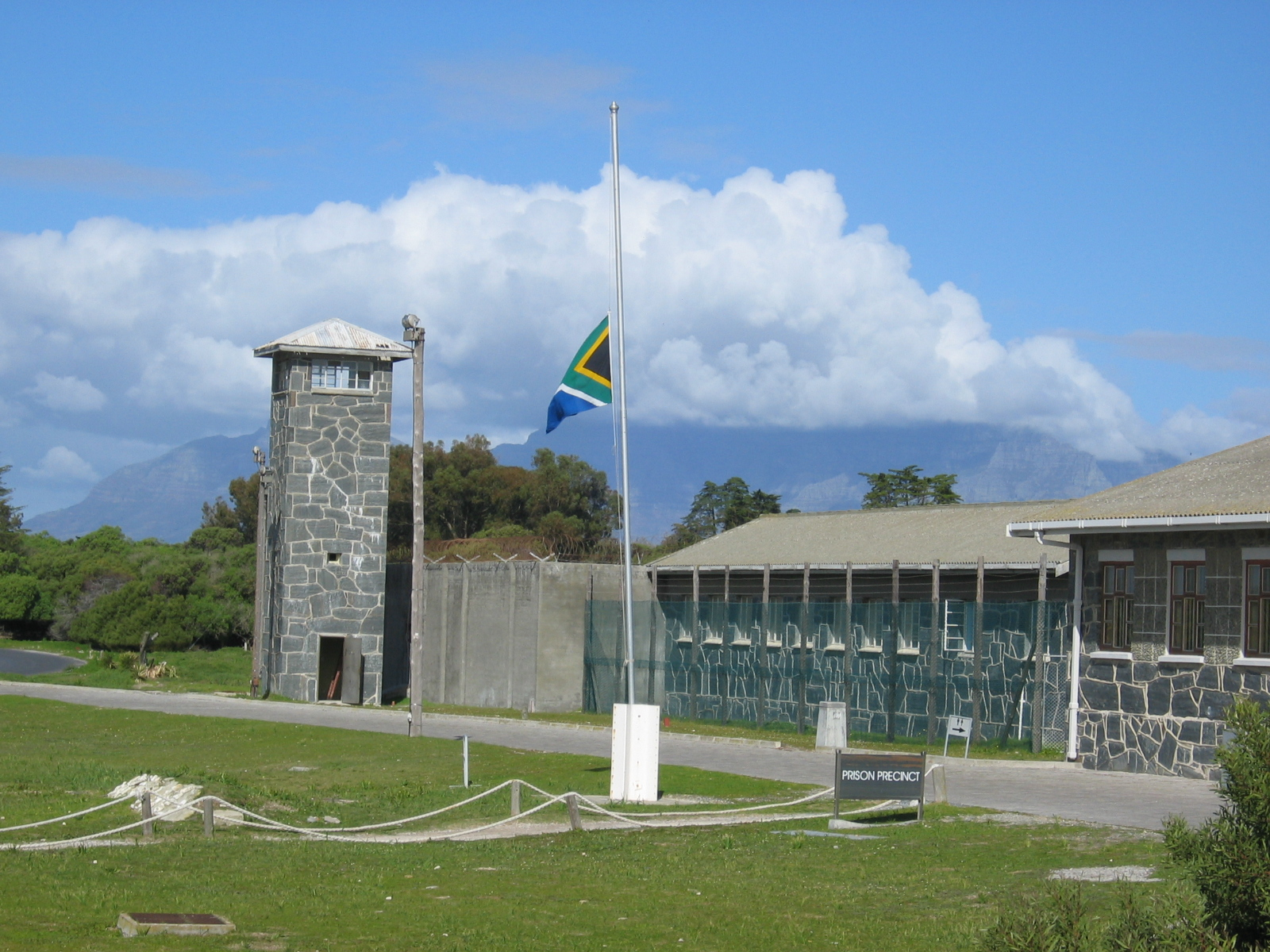
ロベン島にある刑務所。刑務所は反アパルトヘイト運動により反逆罪として逮捕された政治犯の強制収容所として使われ、ネルソン・マンデラやウォルター・シスル、ロバート・ソブクウェらが収監された。ロベン島は1999年、ユネスコの世界文化遺産に登録された。

1966年にフルウールトが暗殺されたあと、バルタザール・フォルスターが次代の首相に就任した。フォルスター政権成立に前後して同年8月より占領していたナミビアでも独立を目指す南西アフリカ人民機構（SWAPO）によるナミビア独立戦争（1966年 - 1990年）が始まった。
1974年に植民地戦争によって疲弊したポルトガルでカーネーション革命が勃発し、エスタード・ノーヴォ体制が崩壊して左派政権が誕生して植民地の放棄を打ち出すと、近隣の旧ポルトガル植民地だったアンゴラとモザンビークは社会主義国として新たなスタートを切り、両国は南アフリカとローデシアの白人支配に対するブラックアフリカ諸国の最前線であるフロントライン諸国となった。南アフリカとローデシアは強行に国内を引き締める一方、両国に対して直接・間接の軍事介入を行い、両国を苦しめた。さらに国内でも、1976年にソウェト蜂起が勃発し、この黒人蜂起に対するフォルスター首相の対応は国際的な批判を浴びてさらに国内では政治スキャンダルで追い込まれて辞することになり、軍事介入を主導してきた強硬派で国防相だったP・W・ボータが後継の首相に就任した。
1980年、ローデシアはローデシア紛争の末に白人政権が崩壊して新たに黒人国家ジンバブエが成立し、反共のための戦いから脱落した。一方、南アフリカ防衛軍による直接介入が行われていたアンゴラでも、キューバやブラックアフリカ諸国に支援されたアンゴラ政府軍の抵抗が続き、戦争は泥沼の様相を呈していた。国内でも1980年代にはボータは首相職を廃止して南アフリカ共和国の大統領に就任して強権を振るい、反体制運動も激しくなり、さらにそれまでの反共的姿勢から南アフリカを優遇していた西側諸国からも国際的に経済制裁を受け、南アフリカ内外で反アパルトヘイト運動が高まった。1988年には第二次世界大戦後のアフリカで最も大規模な戦いの一つだったクイト・クアナヴァレの戦いでアンゴラ＝キューバ連合軍に敗北し、この戦いをきっかけに南アフリカはキューバ軍のアンゴラからの撤退と引き換えに占領していたナミビアの独立を認めた。軍事介入の失敗により、アパルトヘイト体制は風前の灯火となっていた。
このような情勢の悪化から辞任したボータ大統領の後任であるデ・クラーク大統領は冷戦の終結した1990年代に入ると、アパルトヘイト関連法の廃止、人種主義法の全廃を決定するとの英断を下した。また、同時に1970年代から1980年代にかけて6発の核兵器を密かに製造・配備をしていたが、核拡散防止条約加盟前に全て破棄していたことを1993年に発表した。
1994年4月に同国史上初の全人種参加の総選挙が実施され、アフリカ民族会議（ANC）が勝利し、ネルソン・マンデラ議長が南アフリカ共和国の大統領に就任した。副大統領にANCのターボ・ムベキと国民党党首のデ・クラーク元大統領が就任した。アパルトヘイト廃止に伴いイギリス連邦と国連に復帰し、アフリカ統一機構（OAU）に加盟した。マンデラ政権成立後、新しい憲法を作るための制憲議会が始まり、1996年には新憲法が採択されたが国民党は政権から離脱した。
南アフリカ国内と南西アフリカ（ナミビア）にはかつて、黒人を「外国人」として扱うため、国際社会からは国家の承認を受けていないバントゥースタン（ホームランド）と呼ばれる「国家」や自治区が南アフリカ政府により樹立されたが、ナミビア独立やアパルトヘイト崩壊の過程で全て消滅した。
アパルトヘイトが撤廃された21世紀になっても依然として人種間失業率格差が解消されないでいた理由は、アパルトヘイトが教育水準格差をも生み出していたことが最も大きな要因と考えられる。アパルトヘイト撤廃によって即日雇用平等の権利を得たとしても、当時の労働人口の中心となる青年層はすでに教育水準の差が確定してしまっており、アパルトヘイト時代に教育を受ける機会を得られなかった国民は、炭坑労働者など、雇用が不安定な業種にしか職を求めることができなかった。さらに、鉱山は商品市況によって炭鉱労働者の雇用または解雇を頻繁に行うこともあり、黒人の失業率は白人のそれと比べて非常に高い統計結果が出てしまうのである。しかし、撤廃後12年以上が経過し、教育を受ける世代が一巡したことで、白人・黒人間の失業率格差は縮小しつつある。また政府は、単純労働者からIT技術者の育成など技術労働者へ教育プログラムなどを用意し、国民のスキルアップに努めている。今後、失業率の問題は、人種間失業率格差から、数十あると言われる各部族間格差を縮小させるような政策が期待されているが、犯罪率も高く、多くの過激派組織も活動している点は否定できない。また、事実上パスポートなしで移民を受け入れる政策をとってからは、特に隣国ジンバブエからの移民が急増し、国内に住む黒人の失業率が増加する結果となり、大規模な移民排斥運動も起こり始めている。さらに、黒人への優遇政策によりこれまで要職に就いていた白人が押し出される格好になり、白人の失業率が上昇することになった。
同じ英国領だったインドからの移住者の子孫であるインド系南アフリカ人と黒人の間にも相互不信があり、前大統領ジェイコブ・ズマへの有罪判決を発端に2021年7月に発生した暴動では、ダーバン北郊でインド系が多く暮らすフェニックス地区が黒人暴徒に襲撃され、自警団との銃撃戦が発生した。

## 政治
アフリカでも数少ない複数政党制が機能する民主主義国家の一つである。議会は両院制で、いずれも任期5年の全国州評議会（90名、上院）国民議会（400名、下院）で構成される。元首たる南アフリカ共和国の大統領は、国民議会の議決により選出される。
- 2018年2月15日、国民議会（下院）はアフリカ民族会議（ANC）のシリル・ラマポーザを大統領に選出した。

2019年南アフリカ総選挙では、アフリカ民族会議が過半数の議席を獲得した。
複都制を採用しており、立法府はケープタウン市都市圏、行政府はツワネ都市圏（プレトリア）、司法府はブルームフォンテーンに置かれている。

### 立法

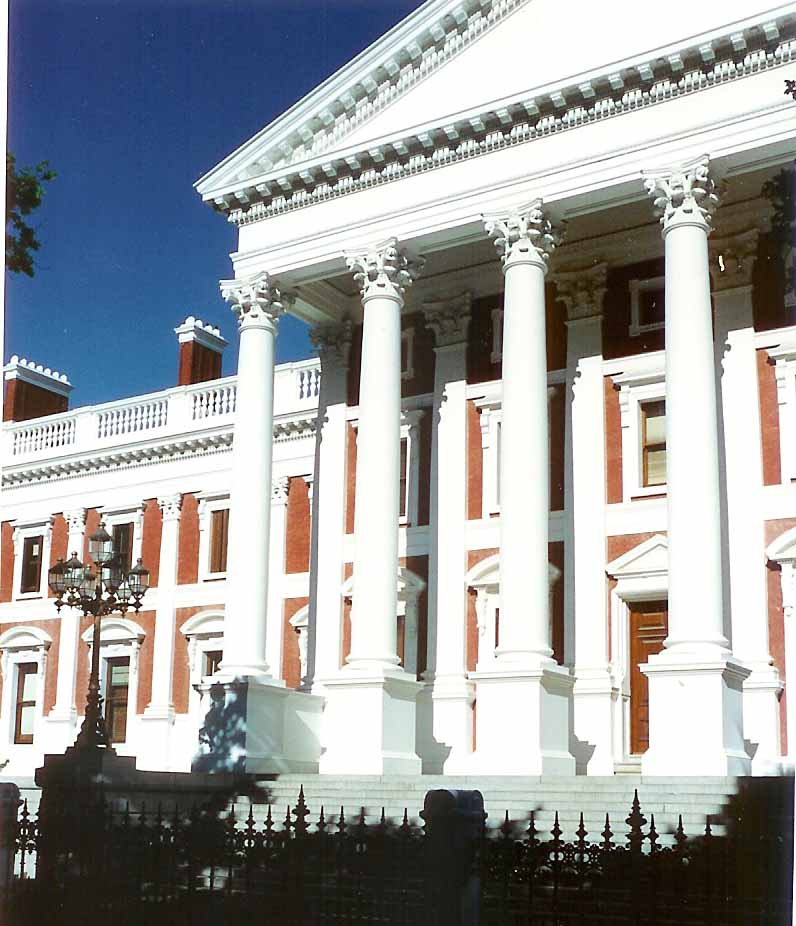
議会議事堂（ケープタウン）

アパルトヘイト撤廃後に7度の総選挙が実施され、反アパルトヘイト闘争を主導したアフリカ民族会議（ANC）が2004年総選挙の時は、7割近い得票で圧勝していたが、次回以降の選挙では経済停滞と高失業率を背景に得票率が低下し、2019年総選挙では57.50%と6割を切り、2024年総選挙では40.18%と半数を切り、与党としての立場は維持されたものの、民主同盟（DA）やインカタ自由党（IFP）などの党を含め連立する形となった。
アフリカーナーやリベラル派に支持基盤を持つ民主同盟（DA）、汚職で大統領を辞任したジェイコブ・ズマによって2023年12月に誕生した民族の槍（MK）、アフリカ民族会議（ANC）の青年同盟のリーダーであったジュリアス・マレマがANCを離脱して2013年7月に立ち上げた経済的解放の闘士（EFF）、クワズールー・ナタール州を地盤とするインカタ自由党（IFP）が続くが、全議席の約4割をANCが占めている。そして、憲法改正の際、国会議員の3分の2以上の賛成が必要となるため、憲法改正させるためにアフリカ民族会議が連立与党含め他党との協力が必要である。
| 政党名                             | 全国州評議会 （上院） | 全国州評議会 （上院） | 国民議会 （下院） |
| 政党名                             | 常任議員              | 特別議員              | 国民議会 （下院） |
| ---------------------------------- | --------------------- | --------------------- | ----------------- |
| アフリカ民族会議（ANC）            | 29                    | 25                    | 159               |
| 民主同盟（DA）                     | 13                    | 7                     | 87                |
| 民族の槍（MK）                     | －                    | －                    | 58                |
| 経済的解放の闘士（EFF）            | 9                     | 2                     | 39                |
| インカタ自由党（IFP）              | 1                     | 1                     | 17                |
| 愛国同盟（PA）                     | －                    | －                    | 9                 |
| 自由戦線プラス（FF Plus）          | 2                     | 1                     | 6                 |
| アクションSA（ActionSA）           | －                    | －                    | 6                 |
| アフリカ・キリスト教民主党（ACDP） | 0                     | 0                     | 3                 |
| 統一民主運動（UDM）                | 0                     | 0                     | 3                 |
| ライズ・ムザンシ（RISE）           | －                    | －                    | 2                 |
| 南アフリカをひとつに（BOSA）       | －                    | －                    | 2                 |
| アフリカ変革運動(ATM)              | 0                     | 0                     | 2                 |
| アル・ジャマア（ALJAMA）           | 0                     | 0                     | 2                 |
| 全国有色人種会議（NCC）            | －                    | －                    | 2                 |
| パンアフリカニスト会議（PAC）      | 0                     | 0                     | 1                 |
| アフリカ変革連合（UAT）            | －                    | －                    | 1                 |
| グッド                             | 0                     | 0                     | 1                 |
| 計                                 | 54                    | 36                    | 400               |

※全国州評議会（上院）は、2019年5月22日時点の議席数である。そのため、その日以降に結成した政党の議席数は、「－」となっている。

### 行政

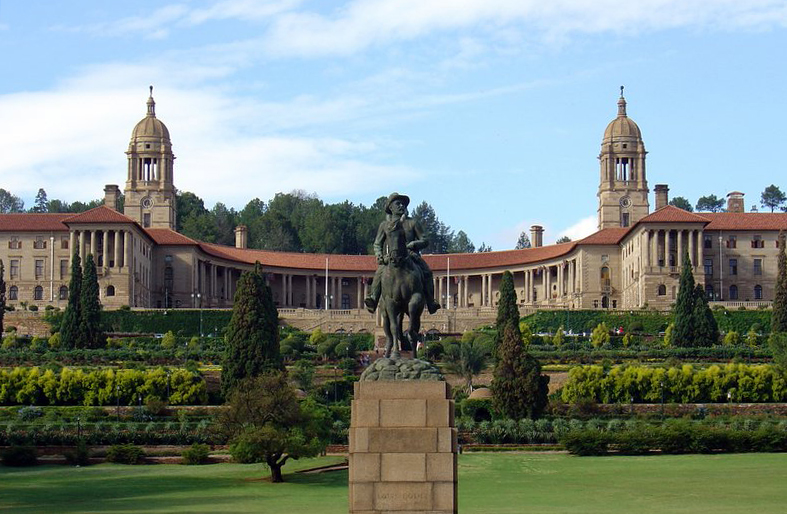
行政府庁舎のユニオンハウス（プレトリア）

行政の中心地はプレトリア（ツワネ市都市圏）である。元首にして行政府の長である大統領は議会から選出され、内閣を組織する（大統領制、議院内閣制）。

### 司法
1994年に設置された憲法裁判所のほか、最高裁判所を筆頭とする三審制の司法制度である。司法府はブルームフォンテーンに置かれている。

## 国際関係

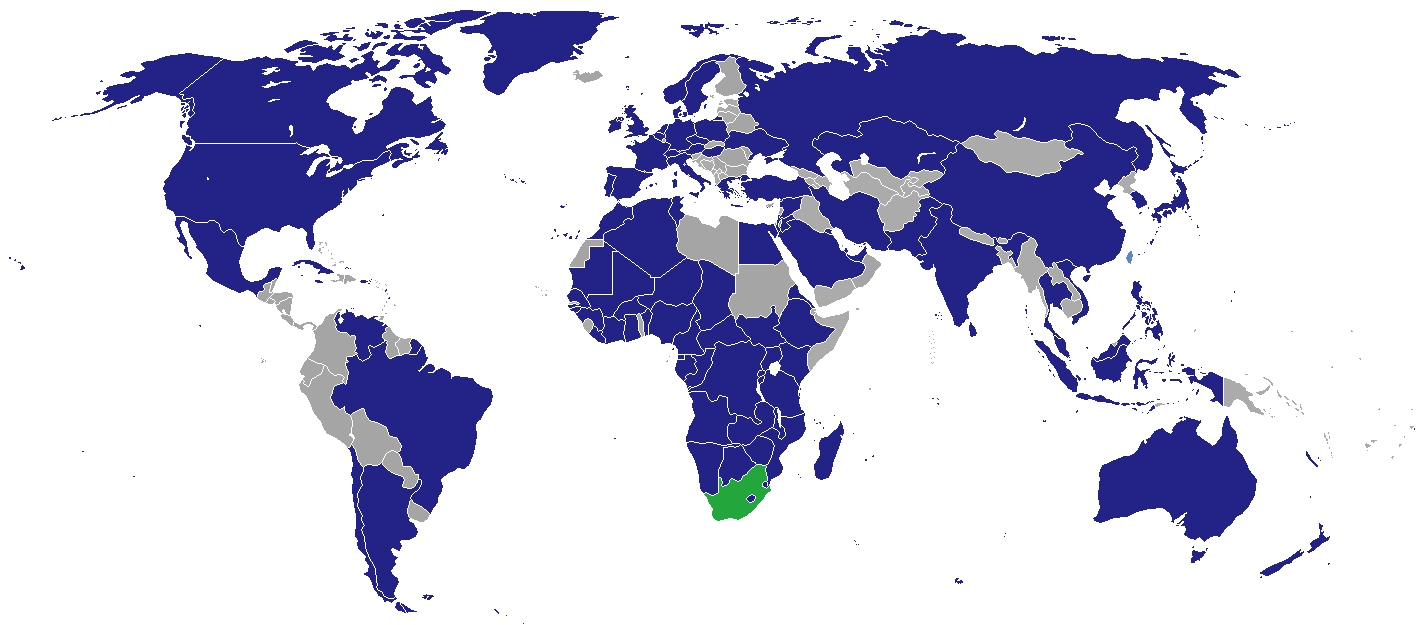
南アフリカ共和国が外交使節を派遣している諸国の一覧図

冷戦中の南アフリカ共和国は人種主義に基づくアパルトヘイト体制維持を掲げたため、ブラックアフリカをはじめとする国際社会から孤立し、わずかにイスラエルや中華民国（台湾）などが友好国として存在するのみだった。しかし、南部アフリカにおける反共の砦と自らを規定していたため、実際は軍事面において西側諸国との友好関係も保っていた。このような反共政策を背景にしてアンゴラ内戦（1974年 - 2002年）に直接介入したり、モザンビーク内戦（1977年 - 1992年）でのモザンビーク民族抵抗運動（RENAMO）支援を通して周辺の社会主義黒人政権に不安定工作を発動したが、世界的な反アパルトヘイトキャンペーンと東側諸国の勢力低下により強硬政策は頓挫した。そのため、アンゴラ、モザンビーク両国に干渉することをやめ、1990年にはアンゴラからのキューバ軍の撤退と引き換えに占領していたナミビアの独立を認めた。
フレデリック・ウィレム・デクラーク大統領がアパルトヘイト体制を葬った後、1994年にネルソン・マンデラを首班としたANC政権が成立。南アフリカ共和国はアフリカ統一機構（OAU）に加盟し、国際社会に合流した。2011年にはBRICSの一員となった。同国が加盟したことにより、表記が「BRICs」から「BRICS」に変更された。

### 日本との関係
- 在留日本人数 - 1,505人（2017年10月時点）[14]
- 在日南アフリカ人数 - 942人（2018年12月時点）[14]

在留邦人数は1997年10月には3,517名いたが、2017年では42.8%と半数以下となっている。ヨハネスブルクには日本人学校もある。また、ごく少数だが、永住者や日系人も存在する。
ケープ植民地入植者にはオランダ人ヤン・ファン・リーベックによって、長崎の出島から連れてこられたハポンと呼ばれる日本人家族が含まれていたという説もある。
公式記録として残る南アフリカに初めて入国した日本人は、慶応2年（1865年）1月にケープタウンに立ち寄った江戸幕府のロシア帝国派遣留学生ら6名で、移住者としては、1898年（明治31年）に入植した古谷駒平らが最初期にあたる（在南アフリカ日本人参照）。

### アメリカとの関係
2025年5月、シリル・ラマポーザ大統領がアメリカ合衆国を訪問。同月21日にはホワイトハウスでドナルド・トランプ大統領と会談した。以前よりトランプ大統領は、南アフリカでは白人が迫害とジェノサイドにさらされていると非難していたが、会談当日も会見場にモニターを持ち込んで、映像使用しながら南アフリカを非難する異例の対応を行った。ラマポーザ大統領は、南アフリカが複数政党制の民主主義国家であり、人々は自由に発言できると反論したが、両国間の亀裂は決定的なものとなった。同年7月、トランプ大統領は同年に南アフリカで開催されるG20サミットへの欠席も示唆した。

## 軍事
南アフリカ国防軍 (South African National Defence Force; SANDF)は陸軍・海軍・空軍の三軍と総合医療部隊から構成される。
かつて冷戦時代に存在した南アフリカ防衛軍 (South African Defence Force; SADF)は、アパルトヘイト体制維持のために国内のアフリカ民族会議（ANC）や占領していたナミビアの南西アフリカ人民機構（SWAPO)）のゲリラとの非正規戦、およびアンゴラの社会主義政権とアンゴラに介入したキューバ軍との戦いに従事していた。現在の南アフリカ国防軍は、アパルトヘイト体制崩壊後の1994年に再編成されたものである。

### 民間軍事会社
アパルトヘイト終了後の軍縮などにより、南アフリカ国内外にて不正規戦や秘密工作を行った軍人達が（特にアンゴラの元難民である黒人兵士達はアフリカ民族会議の圧力により、軍基地跡地の貧しい地域に居住することを余儀なくされた）大量に職を失った。南アフリカ国防軍不正規戦部隊の出身である元軍人らがエグゼクティブ・アウトカムズという民間軍事会社を設立し、冷戦終了後内戦が勃発したアンゴラやシエラレオネなどで戦い、同社が解散したあとは、赤道ギニアにてエグゼクティブ・アウトカムズの元社員らがクーデター未遂を起こして逮捕された。
ほかにも、南アフリカ国防軍出身者はイラク戦争でもイギリスの民間軍事会社に警備要員として雇用されており、ハート・セキュリティ社に所蔵している元南アフリカ警察出身のGrey Branfield（銃撃戦により死亡）と元自衛官の日本人と一緒に勤務していた4人の警備要員（全員銃撃戦により死亡）、エリニュス社に所属している南西アフリカ警察不正規戦部隊出身のFrançois Strydom（自爆テロにより死亡）と秘密警察出身のDeon Gouws（同じ自爆テロにより負傷）など、1,000人程度が確認されている。

### 情報機関
南アフリカの情報機関は国家保安局（SSA）が主体である。他は国家情報調整委員会（NICOC）が国内の諜報活動における総括機関として機能している。

## 地理

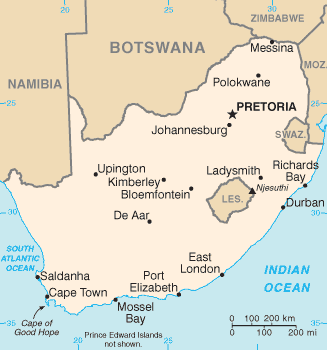
南アフリカ共和国の地図

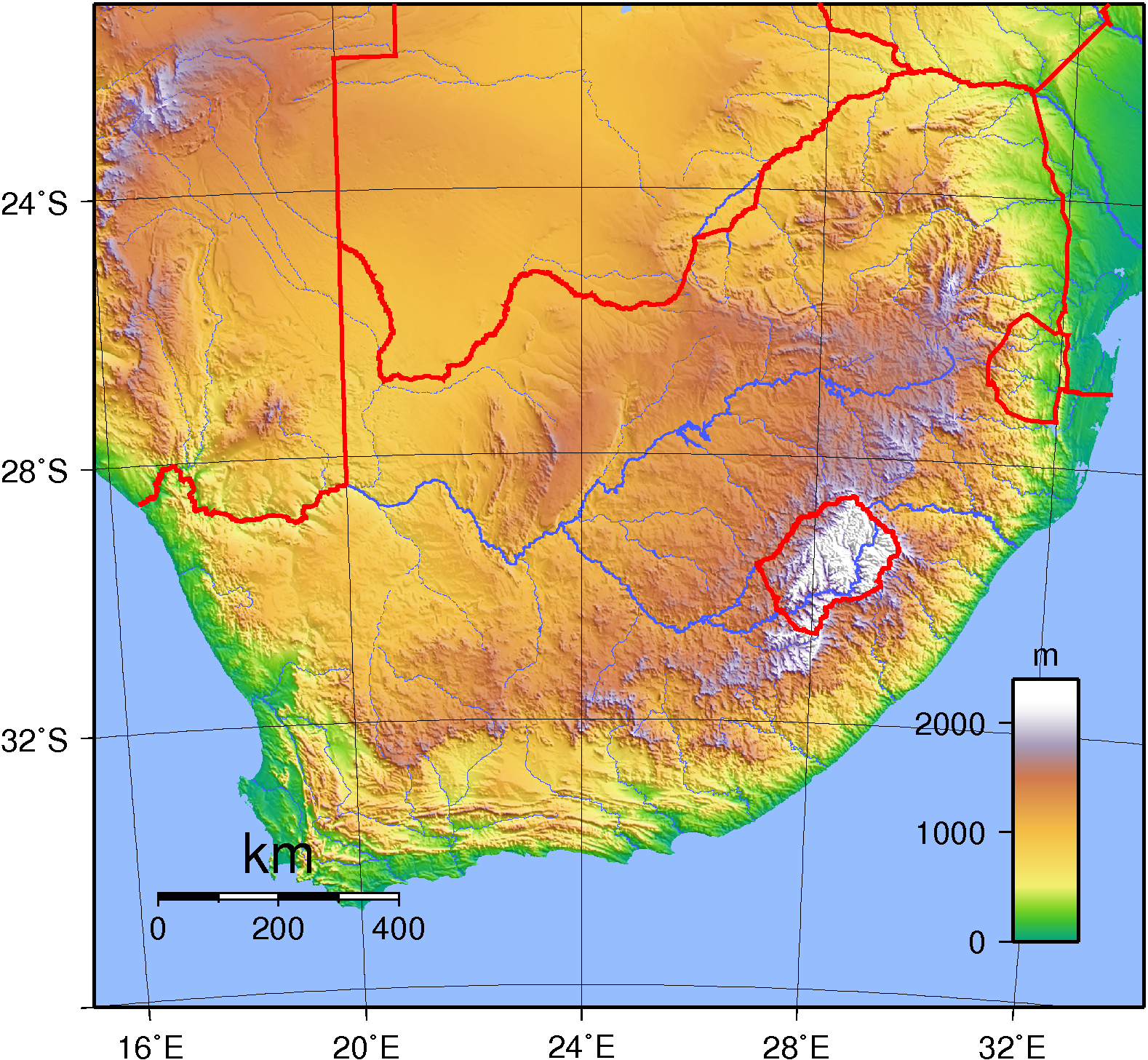
地形図

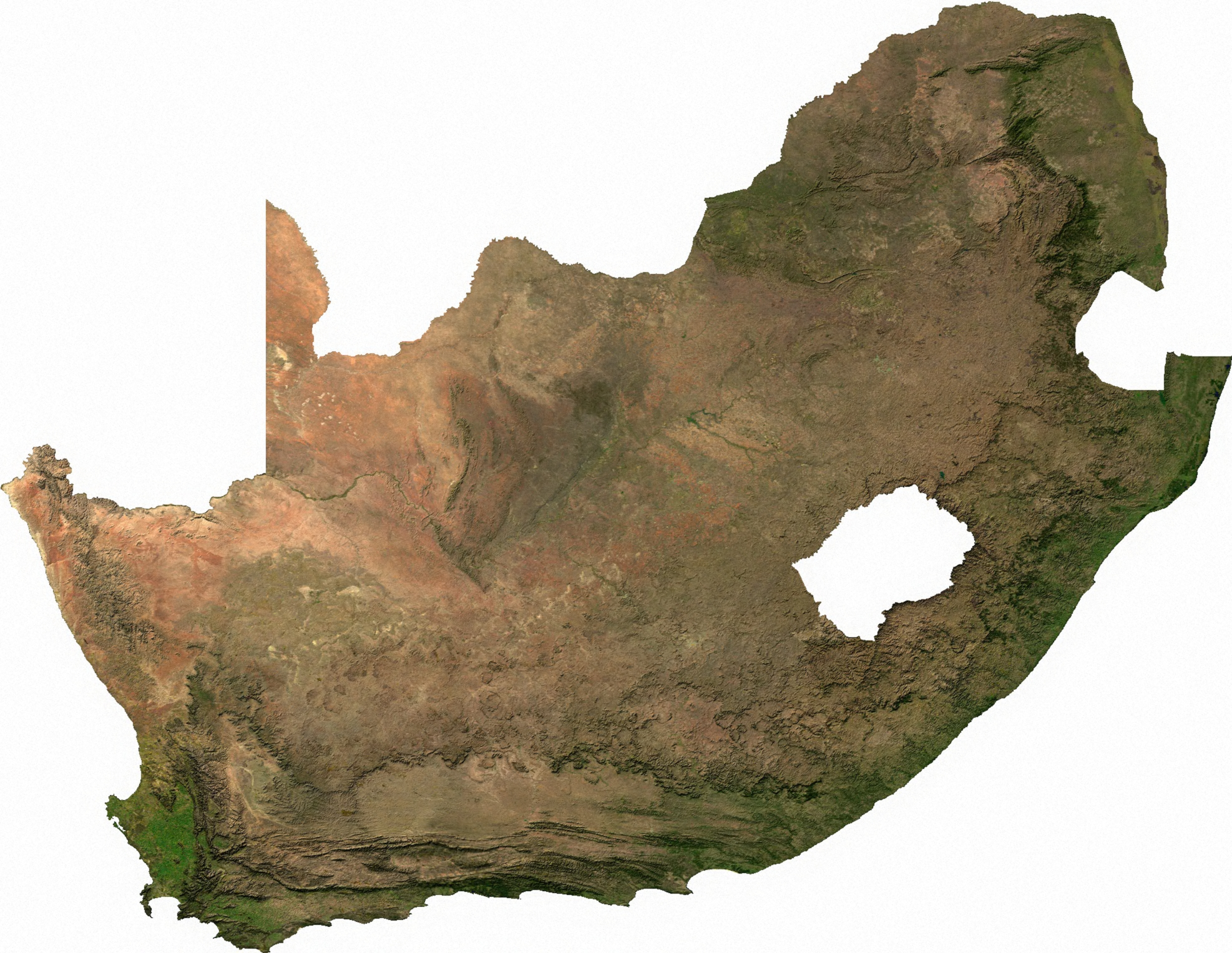
衛星写真、白い空洞の部分はレソト王国

アフリカ大陸最南部に位置し、ナミビア、ボツワナ、ジンバブエ、モザンビーク、エスワティニと国境を接し、レソトを囲んでいる。南西部は南大西洋に面し、南部から東部にかけてはインド洋に面するため2,500キロメートルという長い海岸線を有する。国土の全体が高地になっていて、高地から海岸へは南部アフリカ大断崖と呼ばれる断崖をほぼ経るので、海岸平野は狭い。内陸はカルーと呼ばれる広大な平坦地で、人口は少ない。北西部はナミブ砂漠の延長部である。東部にはドラケンスバーグ山脈が連なる。国の最高地点はレソトとの国境にあるマファディ山（標高3,450メートル）である。

### 気候
夏期は10月から3月、冬期は5月から8月である。地域による差はあるが、1年を通じて気候は比較的温暖で日照時間が長い。
しかし、海岸部以外は高地なため同緯度の国に比べやや気温は低い。国全体の平均気温は、冬が0 - 15度、夏が20 - 40度と差が大きい。内陸高地の冬の気温は氷点下になることもあり、ドラケンスバーグ山脈のような高い山の山頂では降雪もある。東部の海岸は高度も低く、暖流のモザンビーク海流が流れているために暖かい。西部の海岸は寒流のベンゲラ海流の影響を受けて気温はそれほど上がらない。
雨季は11月から3月。東と西で雨の降り方が大きく違う。東部は季節風の影響で夏に雨が降るが、南西の海岸はいわゆる地中海性気候で、移動性低気圧により冬に雨が多い。降雨量は東側から西側にいくにしたがって少なくなる。
内陸部は高原地帯であるためそれほど暑くはならない。

### 動植物
- 国鳥は、ハゴロモヅル
- 国花は、キングプロテア（アフリカーンス名: suikerbos）
- 国の動物は、スプリングボック

南アフリカには特色ある生物種からなる生態系が形成されている。植物は多様な環境に適応したベンケイソウ科やトウダイグサ科、ハマミズナ科の多肉植物やトランスヴァール地方に花畑を形成するガーベラやユリオプスデージーなどキク科の植物、あるいはエリカやクンシランなどは珍奇な姿や美しい花から園芸植物として世界中で栽培されている。南アフリカの国土は全世界のわずか2%ほどにすぎないが、世界の植物の10%近く、約2万4,000種類の原産国となっている。また、脊椎動物の約7%、昆虫の約5.5%、海洋生物の約15%にとっての生息地ともなっている。

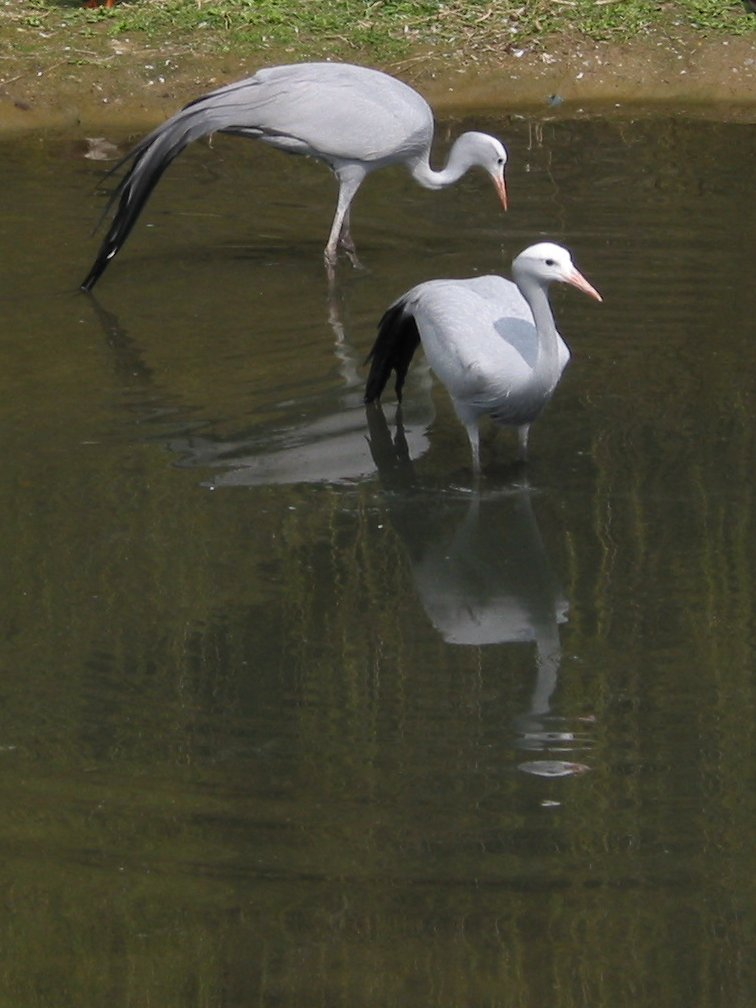
ハゴロモヅル
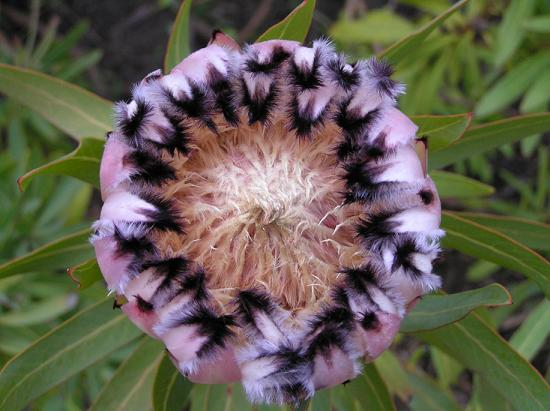
プロテア
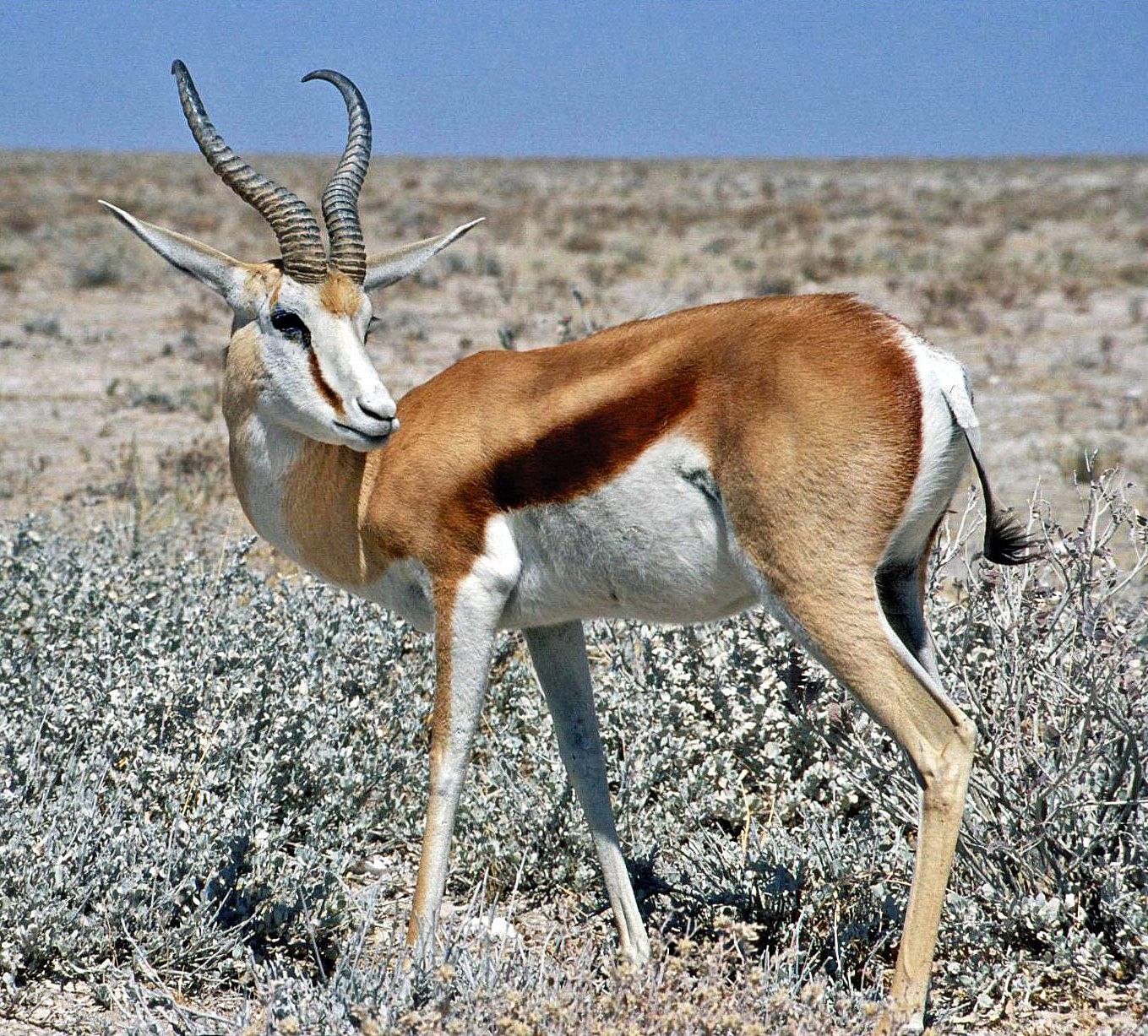
スプリングボック

## 地方行政区画

### 主要都市
主要な都市はプレトリア（首都)、ケープタウン（首都)、ブルームフォンテーン（首都)、ヨハネスブルグ、ダーバン、ソウェト、ポート・エリザベスがある。

## 経済
通貨はランド。
銀行業は初期においてはスタンダード銀行とバークレイズに支配されていた。1987年時点では、ヨハネスブルク証券取引所に上場していた全企業の83%を、Sanlam、オールド・ミューチュアル、アングロ・アメリカン、Rembrandt Group の4財閥が支配していた。
2012年にはマリカナ鉱山における労使対立が起こった。IMFの統計によると、2018年のGDPは3,681億ドルである。1人あたりのGDPは6,353ドルで、アフリカ全体（データの無いソマリア除く）ではボツワナに次いで6位に位置する。購買力平価ではそれぞれ7,897億ドル、1万3,629ドルとなる。しかし、2014年時点のジニ係数は0.63（世界銀行調べ）と、世界で最も格差が大きい国の一つである。

### 主要産業
農業は果樹・穀類栽培と牧畜が主体である。同国はアフリカ大陸で最大のトウモロコシ生産国であり、2009 - 2010年度には400万トンの生産過剰となっている。また、南アフリカの砂糖（サトウキビ）は世界金融危機の出端から年に十数%の割合で高騰していった。
伝統的な作物としての果物にはグアバやアボカドがあり、これらは南アの重要な生産物となっている。現在はパンなどの主食用として小麦もつくっている。
最近ではマカダミアの栽培に力を入れており、毎年約4,000ヘクタールが新たに植林されている。その背景には中国での旺盛な需要があり、生産量は1996年の3,000トンから2015年には4万トンを超えるまでになっている。
酒造はワインを手がけており、ワイン作りはケープタウン付近で特に盛んで輸出もされている。
メリノ種の羊毛はオーストラリアに次ぐ生産量を誇る。皮革用の牝羊も飼われているが、最高級品は胎児を取り出して剥ぐため、愛護団体などから批判を受けている。
鉱業生産物は金、ダイヤモンド、プラチナ、ウラン、鉄鉱石、石炭、銅、クロム、マンガン、石綿。豊富な鉱物資源を誇り、特に金は世界の産出量の半分を占める。この豊富な産金力を背景にクルーガーランド金貨を発行していたが、現在は限定品としてのみわずかに販売されている。石油の産出はない。
工業は食品産業、製鉄、化学工業、繊維産業、自動車などの分野で盛んである。
近年、ダイムラー・クライスラー（現・ダイムラー）社がダーバン市内に自動車製造工場を建設。メルセデス・ベンツの、特に右ハンドル仕様を製造している。これらの車両は南アフリカ向けのみならず、多くが輸出に割り振られている。またトヨタ自動車、BMW、フォルクスワーゲンや日産自動車なども輸出拠点として同国に工場を置いている。なおこれらの拠点は東海岸のポートエリザベスに多く存在している。
GDP成長率は2010年に3.0%、2015年に1.5%と低成長ながら堅調な成長が続いている。JSEは世界的な証券取引所である。
アパルトヘイト廃止後に電力需要が急増したにもかかわらず、発電所の建設が10年以上行われなかったため、2007年ごろから電力不足が問題となっている。2008年1月には南アフリカ電力公社 (Eskom)は計画停電を実施し、当時資源高により好調だったプラチナ鉱山の操業が制限される事態となり、金やプラチナの相場を高騰させた。これを解消するため、Eskomは近隣諸国からの送電や発電所の増設を計画しているが、電力不足は2015年ごろまでは解消されない見込みである。
2010年8月、公務員ストライキ7が発生した。労働組合側（COSATU）は、公務員賃金の8.6%引き上げと住宅手当1,000ランド（約1万円）の新設の要求であった。政府側の最終回答はそれぞれ7%、700ランドにとどまっている。
失業が大きな問題となっており、2011年の国勢調査では失業率は29.8%であった。その後、持ち直す局面もあったが、2019年第3・四半期の失業率は29.1%となっている。

## 交通
南アフリカ共和国では、インフォーマルな乗合タクシーが主な交通手段である。いくつかの都市では、より安全な公共交通機関としてバス・ラピッド・トランジット (BRT) が導入されている。

### 道路
国内の道路網はおよそ75万キロメートルとアフリカ最大で、世界でも10位に入る規模である。このうち22,000キロメートルあまりが南アフリカ道路管理株式会社 (SANRAL) の管轄する国道で、そのほかは各州および基礎自治体が管理している。農村部を中心に、道路の大部分は未舗装かメンテナンスのされていない砂利道である。
自動車は、国内で1200万台あまりが登録されている。都市部の渋滞と、道路状態の悪さとも関連する交通事故の多さが問題となっている。
高速道路網は比較的発達しており、なかでもN1、N2、N3、N4の4路線が主要都市を連絡する動脈として重要である。一部の高速道路は官民連携 (PPP) を通した有料道路として維持されている。南アフリカ共和国はまた、アフリカ大陸東部を縦断するカイロ・ケープタウン・ハイウェイのような地域間道路においても重要な位置を占めている。同ハイウェイの国内区間はよく整備されているが、それ以外の区間の状態は国によってまちまちである。

### 鉄道
南アフリカ共和国には、アフリカ大陸最大手の貨物鉄道事業者であるトランスネット・フライト・レールが所在する。その鉄道網はおよそ31,000キロメートルにおよぶが、実際に使用されている路線は20,900キロメートルほどである。旅客鉄道は、主に南アフリカ旅客鉄道公社 (PRASA) が運行している。
南アフリカ共和国の鉄道の総延長は世界9位で、アフリカで最もよく発展した、大規模な鉄道システムを誇るが、器物損壊や窃盗、設備の老朽化、慢性的な投資不足などからその多くは整備不良となっている。こうした問題は旅客・貨物双方の輸送能力の不足につながり、ひいては国内・地域間貿易の阻害要因ともなっている。
鉄道は石炭と鉄鉱石の輸送が中心だが、その輸送量は2017年に2.3億トンとピークに達して以降、2021年までに1.79億トンまで減少した。この問題への対処を目的として、オペレーション効率の向上や輸送能力の拡張を主眼としたPPPなど、鉄道事業の再活性化に向けた施策が試行されている。

### 空港
国内には小規模な飛行場から主要な国際空港まで、あわせて573の空港がある。このうち、主だった空港としてヨハネスブルクのO・R・タンボ国際空港、ケープタウンのケープタウン国際空港（旧D・F・マラン国際空港）、ダーバンのキング・シャカ国際空港、ポートエリザベス（ケベルハ）のチーフ・ダウィッド・スチュールマン国際空港の4か所が挙げられるが、なかでもO・R・タンボ国際空港はアフリカ最大の空港で、年間2100万人以上が利用する。
南アフリカ共和国には南アフリカ航空 (SAA) 、エアリンク、FlySafair、CemAir、LIFTなど、アフリカ大陸で最も多くの航空会社が所在する。国内の航空会社が運用している航空機は、2025年時点で195機前後で、エアバス、ボーイング、エンブラエル、ボンバルディアの航空機が大部分を占める。

## 国民

### 人口

南アフリカ共和国の人口分布図

2021年の推計によると、人口は6,014万人。後天性免疫不全症候群 (AIDS=エイズ)による死者や白人層の国外流出が多いため、他のアフリカ諸国に比べると人口増加率は低く、2008年には人口が減少している。現在では平均寿命は2021年推計で64.38歳となっている。黒人層に限ればさらに低くなる。

### 民族
| 人種構成                 | 人種構成                 | 人種構成 | 人種構成 | 人種構成 |
| ------------------------ | ------------------------ | -------- | -------- | -------- |
|                          |                          |          |          |          |
| バントゥー系民族（黒人） | バントゥー系民族（黒人） |          | 79.4%    | 79.4%    |
| 白人                     | 白人                     |          | 9.2%     | 9.2%     |
| カラード                 | カラード                 |          | 8.8%     | 8.8%     |
| アジア系                 | アジア系                 |          | 2.6%     | 2.6%     |

2009年の推計によると、人種の割合は黒人（79.3%）、白人（9.1%）、カラード（混血）（9.0%）、アジア系（2.6%）。
黒人はズールー人、コサ人、ツワナ人、ソト人（南ソト人）、ペディ人（北ソト人）、スワジ人、ヴェンダ人、ンデベレ人、ツォンガ人のバントゥー系民族で非常に多様であり、アパルトヘイト撤廃後は民族間の対立が深刻化している。
カラードは中央部から西部にかけての広い範囲に分布し、多くがアフリカーンス語を母語としている。他にコイサン人種の先住民であるサン人、コイコイ人がいるが、多くは混血したため数は少ない。
白人の大半はイギリス系とアフリカーナーで、そのほかにポルトガル系やユダヤ系、ギリシャやドイツにルーツを持つ者などがいる。白人は1940年ごろには全人口の約20%を占めていたとされるが、1994年には13.6%、2009年には9.1%にまで低下した。アパルトヘイトの廃止以降、逆差別や失業、犯罪などから逃れるために国外への流出が続いており、1995年以来、国外に移民した白人はおよそ80万人に及ぶ。2009年、白人人口447万人の約10%にあたる約40万人が貧困層となっており、プアホワイトと呼ばれる層が出現している。アフリカーナーが急減する一方、イギリス系は増加傾向にある。
アジア系南アフリカ人の大多数はインド系で100万人に達し、多くがクワズール・ナタール州に住む。近年は中国系南アフリカ人（およそ10万人）が急増し、黒人との対立を引き起こしている。最近はジンバブエから300万人が流入するなど、周辺国から約500万人の不法移民が流入し、治安悪化の原因となっている。

### 言語
| 母語話者（南アフリカ共和国） | 母語話者（南アフリカ共和国） | 母語話者（南アフリカ共和国） | 母語話者（南アフリカ共和国） | 母語話者（南アフリカ共和国） |
| ---------------------------- | ---------------------------- | ---------------------------- | ---------------------------- | ---------------------------- |
|                              |                              |                              |                              |                              |
| 英語                         | 英語                         |                              | 9.6%                         | 9.6%                         |
| ズールー語                   | ズールー語                   |                              | 22.7%                        | 22.7%                        |
| コサ語                       | コサ語                       |                              | 16.0%                        | 16.0%                        |
| アフリカーンス語             | アフリカーンス語             |                              | 13.5%                        | 13.5%                        |
| 北ソト語                     | 北ソト語                     |                              | 9.1%                         | 9.1%                         |
| ツワナ語                     | ツワナ語                     |                              | 8.0%                         | 8.0%                         |
| ソト語                       | ソト語                       |                              | 7.6%                         | 7.6%                         |
| ツォンガ語                   | ツォンガ語                   |                              | 4.5%                         | 4.5%                         |
| その他                       | その他                       |                              | 9.1%                         | 9.1%                         |

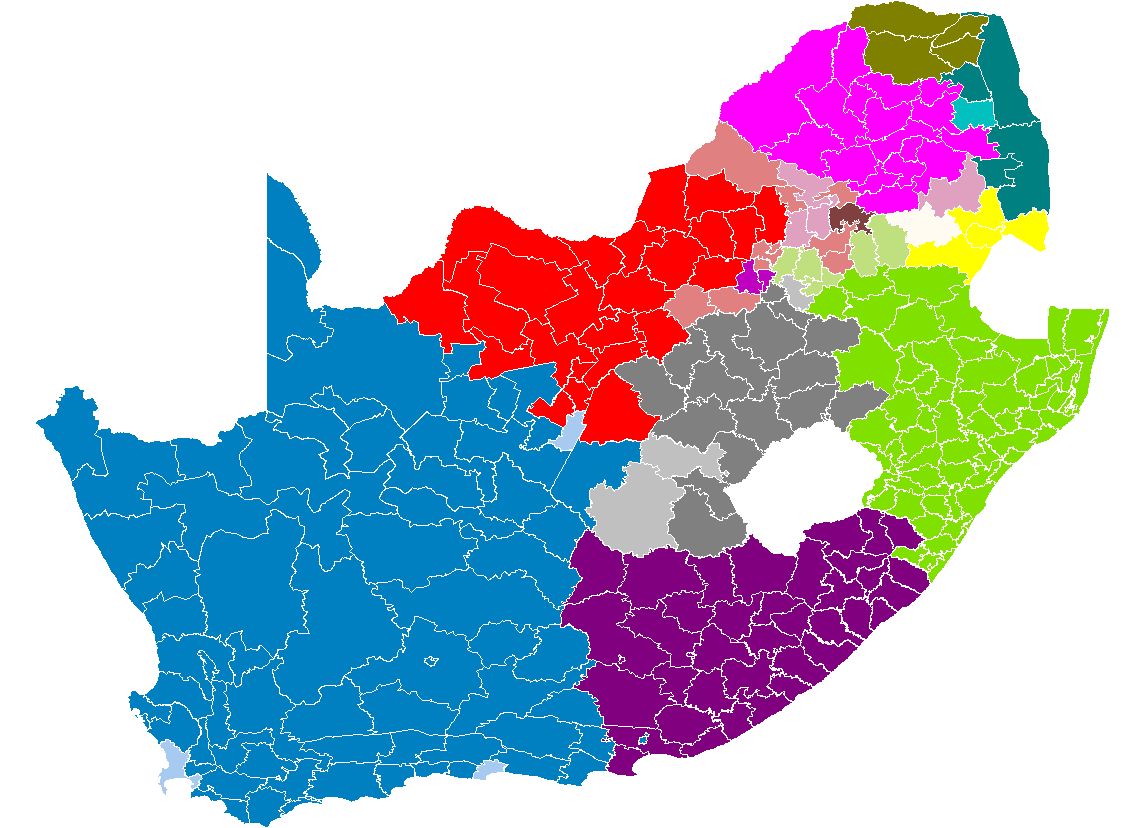
南アフリカに於ける言語の分布
アフリカーンス語
北ソト語
ソト語
スワジ語
ツォンガ語
ツワナ語
ヴェンダ語
コサ語
ズールー語

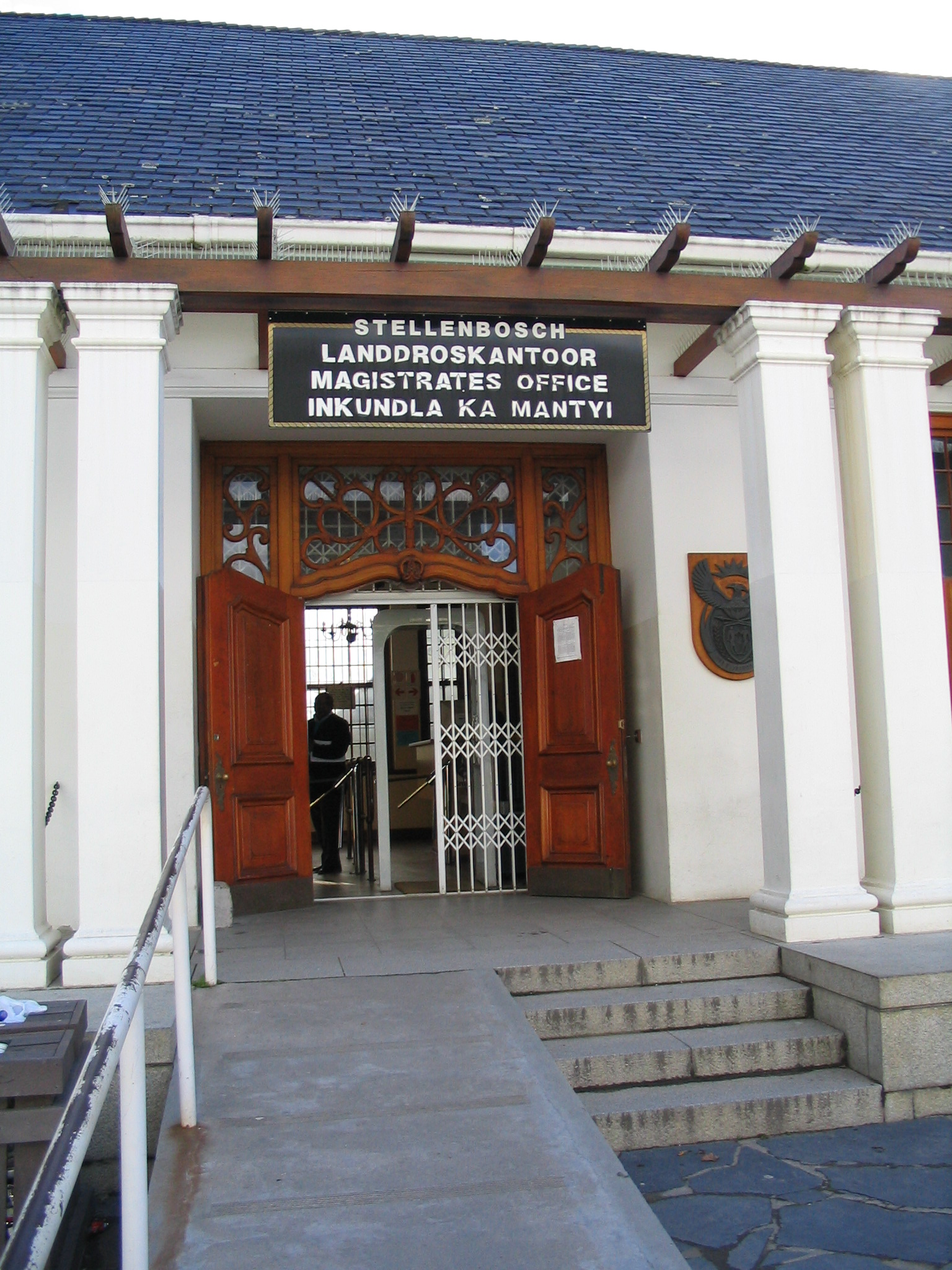
アフリカーンス語、英語、コサ語の3か国語による表記。

公用語は英語、アフリカーンス語、バントゥー諸語（ズールー語、コサ語、北ソト語、ソト語、スワジ語、南ンデベレ語、ツォンガ語、ツワナ語、ヴェンダ語）の11言語。しかし、実質的には公用語として機能しているのは英語のみといえる。
1994年の現憲法制定以前はアフリカーンス語と英語が公用語であり両言語が政府、国会、経済、教育、標記、メディアにおいてもほぼ平等に使われていた。1994年の新憲法ではアフリカ諸語の保護育成のための多言語主義を掲げ、バントゥー諸語9言語が公用語に追加されたが、それまで共通語として機能していたアフリカーンス語を含め公用語の地位は形骸化している。エリート層主体で英語一本化の傾向が強まった結果、多言語主義の理念とはかけ離れつつあり、多言語主義を推奨する機関である汎南アフリカ言語委員会（PANSALB）もほとんど機能不全に陥っている。
宗主国イギリスから見た場合に対立する被支配者階層でもあった貧しいボーア人（アフリカーナー）に政治的実権を握らせ、アパルトヘイト政策を行わせることで黒人に対して優位に立たせ、支配階級であるイギリス系への憎悪を軽減させていた。そのアフリカーナーがアパルトヘイトの象徴として政治から失脚したことでアフリカーンス語の地位は低下。一方、宗主国イギリスの言葉である英語の地位はアパルトヘイト撤廃後には大きく上昇と対照的な様態をなしており、英国は宗主国であったにもかかわらず途中からアパルトヘイト反対へ転じたことで、アパルトヘイトの責任を免れ英語が黒人層にまで浸透した。実質的に公用語から剥奪されたアフリカーンス語は公共の場や公的機関、メディア、教育での使用が制限されたことで家庭内や同一コミュニティ内で使われるに過ぎない言語にまで地位が転落するなど、南アフリカ西部の大半の地域において最大の話者数でありながら、その地位は危機的状況にあるとされ、このままいくと言語としては消滅の危機にあるとされる。

#### 英語
英語圏であるとされる南アフリカであるが、実際には英語はおもにヨハネスブルクやケープタウン、ダーバンを代表とする大都市を中心に、イギリス系を中心とした白人やインド系など全人口の9.6%の人の第一言語に過ぎず、90%前後の大多数の国民にとっては教育で学ぶ言語である。しかし、イギリスの植民地時代に普及した英語が共通語的役割を果たし、南アフリカ共和国の議会や政府の公式言語として全土で使用されているが、貧困層を中心に十分に理解できない層も多く、ある程度の英語を理解できる層は全人口の半数程度に過ぎない。全人口に占める割合は2011年のセンサス統計では9.6%と、2001年のセンサス統計の8.2%より大幅に増加しており、第一言語話者数は2001年の367万3,000人から2011年には489万2,623人まで増加した。主に黒人層の間で社会的価値の低いバントゥー諸語話者から社会的成功のために必須な英語話者へと変化していることが大きいとされる。
人種別にみると、インド系の86.1%（109万4,317人）、白人の35.9%（160万3,575人）、カラードの20.8%（94万5,847人）の母語となっており、黒人の母語話者（116万7,913人）は黒人人口の2.9%に過ぎないが、近年は急増傾向にある。

#### アフリカーンス語
オランダ語を元にマレー人奴隷の持ち込んだマレー語や英語、バントゥー諸語の影響を受けたゲルマン語派の言語である。英語よりも第一言語話者が多く、北ケープ州と西ケープ州を中心にアフリカーナーとカラードが在住する地域で広く話されている。南アフリカの国土の半分ほどを占める西部地域はアフリカーンス語地域となっており、特に農村部での広がりが目立つ。南アフリカの地名にはボーア人（アフリカーナー）が開拓した土地が多いためにアフリカーンス語のものが多い。
以前はアフリカーンス語も英語と並んで共通語としての役割を担っており、事実上の二言語国家体制を敷いていたが、アパルトヘイト撤廃後は、ソウェト蜂起に代表されるようにアパルトヘイトという負のイメージの象徴としてのアフリカーンス語への逆差別も発生しており、それまで政治的に支配していたアフリカーナーが失脚したことで、その地位は急速に低下している。
アフリカーンス語の地名や通りの名は英語やバントゥー諸語の名に変えられ、以前は二言語併記であった政府の公式文書のほか、南アフリカ航空や南アフリカ旅客鉄道公社など企業名からも排除された。政界ではかつて国民党が支配していたためアフリカーンス語が政界の中心言語であったが、現在は完全に排除されている。国営の南アフリカ放送協会のテレビ放送も、以前は半分の番組がアフリカーンス語で制作されていたが、現在ではほとんどが英語に変わった。教育機関などにおいても、それまでアフリカーンス語で教育を行っていた学校の閉鎖や英語化が行われ、アフリカーンス語話者にとって母語での教育という選択肢も奪われている。国内の多くの大学でもそれまで行われてきたアフリカーンス語による教育が廃止・削減され、英語へと変わっており、国内最高学府でありアフリカーンス語のみで教育が行われていたステレンボッシュ大学においても、英語の使用が認められアフリカーンス語使用率はどんどん縮小している。それに対して、アフリカーンス語話者は教育の地位を奪われていると反発しており、新たなアフリカーンス語の大学の設置運動に対しても黒人がアパルトヘイトの復活であると激しく反発しているなど社会問題となっている。
このように、白人のアフリカーナーのみならず、カラードや一部の黒人などの白人以外の母語でもあり、それまで共通語としても機能していたアフリカーンス語の排除は問題となっており、結果としてアフリカーンス語話者の英語化や海外への大量流出を引き起こしている。このままいくと、およそ国内に第一言語として約600万人、第二言語として約1,000万人もいるアフリカーンス語話者も将来的には国内から絶滅することが危惧されている。
上記の事情にもかかわらず、2011年センサスによると、人口に占める割合は13.5%と2001年のセンサスに比べ0.2%増加した。第一言語話者数も2001年の598万3,000人から2011年には685万5,082人へと増加した。人種別にみると、カラードの75.8%（344万2,164人）、白人の60.8%（271万0,461人）の母語となっており、黒人の母語話者（60万2,166 人）も全体の黒人人口の1.5%に過ぎないものの実数では決して少なくない。また母語話者数ではカラードが最大を占めている。

#### バントゥー諸語
新言語憲法で公用語にバントゥー諸語で南バントゥー語群に属するズールー語、コサ語、スワジ語、南ンデベレ語、北ソト語、ソト語、ツワナ語、ツォンガ語、ヴェンダ語の9言語が指定された。実際、ほとんどの黒人にとっての第一言語・日常言語となっている。中でもズールー語は国内でもっとも多くの人に話されているが、それでも全体の22.7%に過ぎず、それも東部に限定される。コサ語、スワジ語、ンデベレ語、南ンデベレ語もズールー語と同じングニ諸語に属し意思疎通には問題ない。また、北ソト語、ソト語、ツワナ語はソト・ツワナ語群に属し類似性が高い。
鉱山労働者によって生み出されたファナガロ語というズールー語を基盤に英語やアフリカーンス語を混ぜたバンツゥー系のピジン言語（リングワ・フランカ）もあるが、近年は政府により英語が共通語として強化されているために衰退傾向にある。実際に、2011年のセンサスでは2001年センサスと比較すると、南ンデベレ語、ツォンガ語、ヴェンダ語のみが増加し、それ以外の割合はすべて低下したことから、バントゥー諸語から英語話者へと変わりつつある傾向が見られる。バントゥー諸語話者の黒人層の間では貧困から抜け出すためには英語の習得が必要不可欠となり、その結果、黒人言語の衰退を招くと言う悪循環を招きつつあり、一向に黒人言語の地位は低いままで、状況は改善されていない。黒人エリート層ほどバントゥー諸語を軽視し、英語を重視する傾向が強くなっており、その点では植民地支配を脱してもなお宗主国の言語をより一層重視しているほかのブラックアフリカ諸国と共通した問題がある。

#### 言語統計
南アフリカで使用される言語（2011年統計）
| 言語             | 話者人口   | %      | 話者が多い州（州全体の中の割合）                                                                                          |
| ---------------- | ---------- | ------ | --- |
| ズールー語       | 11,587,374 | 22.7%  | クワズール・ナタール州77.8%、ムプマランガ州24.1%、ハウテン州19.8%                                                         |
| コサ語           | 8,154,258  | 16.0%  | 東ケープ州78.8%、西ケープ州24.7%、フリーステイト州7.5%、ハウテン州6.6%、北西州5.5%、北ケープ州5.3%                        |
| アフリカーンス語 | 6,855,082  | 13.5%  | 北ケープ州53.8%、西ケープ州49.7%、フリーステイト州12.7%、ハウテン州12.4%、東ケープ州10.6%、北西州9.0%、ムプマランガ州7.2% |
| 英語             | 4,892,623  | 9.6%   | 西ケープ州20.2%、ハウテン州13.3%、クワズール・ナタール州13.2%、東ケープ州5.6%                                             |
| 北ソト語         | 4,618,576  | 9.1%   | リンポポ州52.9%、ハウテン州10.6%、ムプマランガ州9.3%                                                                      |
| ツワナ語         | 4,067,248  | 8.0%   | 北西州63.4%、北ケープ州33.1%、ハウテン州9.1%、フリーステイト州5.2%                                                        |
| ソト語           | 3,849,563  | 7.6%   | フリーステイト州64.2%、ハウテン州11.6%、北西州5.8%                                                                        |
| ツォンガ語       | 2,277,148  | 4.5%   | リンポポ州17.0%、ムプマランガ州10.4%、ハウテン州6.6%                                                                      |
| スワジ語         | 1,297,046  | 2.5%   | ムプマランガ州27.7% |
| ヴェンダ語       | 1,209,388  | 2.4%   | リンポポ州16.7% |
| 南ンデベレ語     | 1,090,223  | 2.1%   | ムプマランガ州10.1% |
| その他の言語     | 1,062,913  | 2.1%   | |
| 合計             | 50,961,443 | 100.0% | |

都市圏で使用される言語（2011年統計）
| 都市圏名                 | 人口      | 母語話者の割合% |
| ------------------------ | --------- | --- |
| ヨハネスブルク           | 4,434,827 | ズールー語23.41%、英語20.10%、ソト語9.61%、ツワナ語7.68%、アフリカーンス語7.28%、北ソト語7.26%、コサ語6.83%、ツォンガ語6.58%        |
| ケープタウン             | 3,740,026 | アフリカーンス語35.7%、コサ語29.8%、英語28.4%                                                                                       |
| エテクウィニ             | 3,442,361 | ズールー語62.82%、英語26.77%、コサ語3.91%、アフリカーンス語1.72%                                                                    |
| エクルレニ               | 3,178,470 | ズールー語28.81、英語11.99%、アフリカーンス語11.92%、北ソト語11.40%、ソト語10.02%、コサ語8.02%、ツォンガ語6.63%、ツワナ語2.87%      |
| ツワネ                   | 2,921,488 | 北ソト語19.91%、アフリカーンス語18.83%、ツワナ語15.05%、ツォンガ語8.64%、英語8.58%、ズールー語8.51%、南ンデベレ語5.74%、ソト語5.28% |
| ネルソン・マンデラ・ベイ | 1,152,115 | コサ語53.92%、アフリカーンス語29.34%、英語13.46%                                                                                    |
| バッファローシティー     | 755,200   | コサ語78.83%、英語11.00%、アフリカーンス語7.17%                                                                                     |
| マンガウング             | 747,431   | ソト語53.27%、アフリカーンス語16.23%、ツワナ語12.64%、コサ語9.91%、英語4.31%                                                        |

おもな地区・旧都市で使用される言語（2011年統計）
| 地域・都市名           | 人口      | 母語話者の割合% |
| ---------------------- | --------- | --- |
| ヨハネスブルク         | 957,441   | 英語31.14%、ズールー語19.60%、アフリカーンス語12.11%、コサ語5.23%、南ンデベレ語4.95%、北ソト語4.45%、ソト語4.51%、ツワナ語4.10%、ツォンガ語3.28% |
| ダーバン               | 595,061   | 英語49.75%、ズールー語33.12%、コサ語5.92% |
| ケープタウン           | 433,688   | 英語67.68%、アフリカーンス語22.53% |
| サントン               | 222,415   | 英語63.91%、アフリカーンス語7.40%、ズールー語6.29%                                                                                               |
| プレトリア             | 741,651   | アフリカーンス語47.67%、英語16.38%、北ソト語8.02%、ツワナ語5.44%                                                                                 |
| ポート・エリザベス     | 312,392   | アフリカーンス語40.19%、英語33.25%、コサ語22.24%                                                                                                 |
| ブルームフォンテーン   | 256,185   | アフリカーンス語42.53%、ソト語33.36%、英語7.47%、コサ語7.10%、ツワナ語5.87%                                                                      |
| ステレンボッシュ       | 155,733   | アフリカーンス語67.66%、コサ語20.78%、英語7.22%                                                                                                  |
| キンバリー             | 96,977    | アフリカーンス語55.48%、ツワナ語18.74%、英語15.56%                                                                                               |
| ネルスプロイト         | 58,672    | アフリカーンス語40.19%、英語33.25%、スワジ語20.2%                                                                                                |
| ソウェト               | 1,271,628 | ズールー語37.07%、ソト語15.53%、ツワナ語12.87%、ツォンガ語8.86%、コサ語8.68%、南ンデベレ語4.95%、北ソト語5.14%、ヴェンダ語4.48%                  |
| ピーターマリッツバーグ | 223,448   | ズールー語57.03%、英語28.94% |
| ポロクワネ             | 628,999   | 北ソト語80.36%、アフリカーンス語5.45% |
| ルステンブルク         | 549,575   | ツワナ語53.93%、アフリカーンス語9.91%、コサ語9.60%、ツォンガ語5.60%、英語5.35%                                                                   |
| イースト・ロンドン     | 267,007   | コサ語61.77%、英語21.21%、アフリカーンス語13.25%                                                                                                 |

### 結婚
一夫多妻の習慣がある部族に限って複数の女性と婚姻関係を結ぶことが認められており、第12代大統領のジェイコブ・ズマは3人の妻がいる。
伝統的に慣習法では、結婚した女性はその夫の家族姓を称することができるが義務ではなく、夫婦別姓を選択することも可能である。
2006年からは、同性同士の結婚（同性婚）も認められるようになった。

### 宗教
2015年のセンサスによれば、人口の約86%がキリスト教徒、アニミズムや祖先崇拝・伝統的なアフリカの宗教が5.4%、イスラム教徒が1.9%、他の宗教が1.5%、無宗教が5.2%であった。その他の宗教としてインド系南アフリカ人のヒンドゥー教や、ユダヤ系南アフリカ人のユダヤ教などが存在する。

### 教育

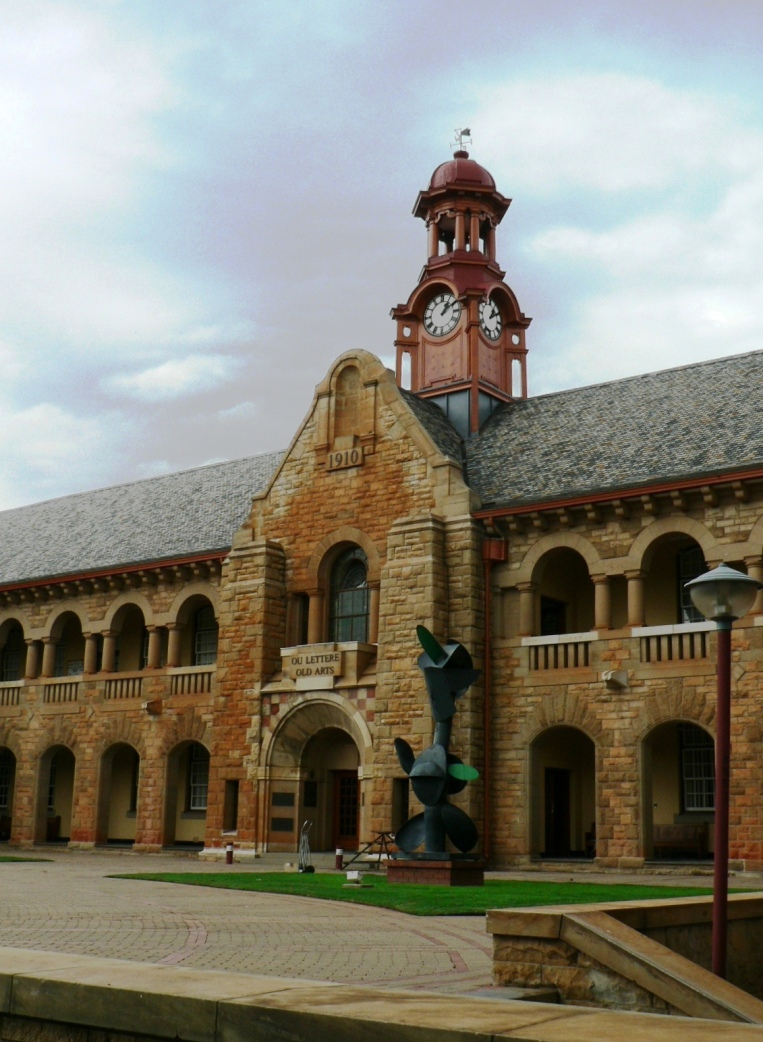
プレトリア大学

アパルトヘイト時代には黒人は事実上義務教育の対象ではなく、今日まで続く深刻な貧困の原因となっている。アパルトヘイト撤廃後、膨大な国家予算を教育費に充て、黒人への教育が強化され就学率は95%まで上昇した。しかしながら、成人の過半数はまともな教育を受けてこなかったために、深刻な失業率などをもたらす原因として大きな問題となっている。
教授言語は、初等教育は各民族語で受け、3年次より外国語としての英語教育が開始され、初等教育4年次より、中等・高等教育まで基本的にすべての科目の教授言語は英語（少数はアフリカーンス語）となる。社会参加に必要な英語やアフリカーンス語を十分に理解する層は全人口の半数以下に過ぎず、アフリカ諸語しか話せない層への社会参加を阻んでいるなど、大きな問題となっている。
2017年の推計によれば、15歳以上の国民の識字率は87.0%（男性：87.7%、女性：86.5%）である。2018年の教育支出はGDPの6.2%だった。
大学は全部で23あり、ケープタウン大学、プレトリア大学、ステレンボッシュ大学、ウィットウォーターズランド大学などが著名である。ステレンボッシュ大学、フリーステート大学、北西大学、プレトリア大学ではアフリカーンス語でも授業が行われている。しかし、ソウェト蜂起に発するようにアパルトヘイトの象徴ともされるアフリカーンス語による授業は縮小傾向にあり、英語にとって代わられつつある。特に経済的解放の闘士（EFF）のような黒人過激派政党によりアフリカーンス語で行う学校への襲撃なども頻発し社会問題となっている。その対象は初中等教育にも及び、それらの過激派はアフリカーンス語学校の存在は黒人差別であるとしてアフリカーンス語学校の英語化を主張している。このような動きから国内のアフリカーンス語による教育は衰退の危機にあり、人口規模では白人を超え最大話者数のカラードの大半の母語ともされるアフリカーンス語の教育からの排除は新たな分断の懸念をもたらしている。

### 保健

#### 医療
南アフリカ共和国は医学において、世界で初めて心臓移植を行った国でもある。1967年12月、黒人の女性ドナーより提供を受けて心臓病の白人の男性に移植を行った。背景には南アフリカに横たわる黒人と白人の差別があった。

#### HIV/AIDSの蔓延
HIVの陽性率は非常に高く、15 - 49歳女性のHIV感染率が2019年で22.83%（STATISTICAL RELEASE　P0302　Mid-year population estimates　2020（南アフリカ統計局））、妊産婦HIV感染率が2011年で29.5%（The 2011 National Antenatal Sentinel HIV & syphilus prevalence survey in South Africa（National Department of Health of South Africa））となっており、2020年時点で国民全体の約13.01%（約776万人）がHIVに感染している。感染経路として成人は性交渉による感染が多い。
エイズの蔓延によって、2010年までに国民全体の平均寿命は40歳以下に低下すると予想されていたが、エイズによる死者数が2006年（27万5,100人、死者に占める割合：約39.6%）をピークに減少したため、2020年の平均寿命は男性で64.6歳、女性は71.3歳となっている。

## 治安
2019年4月～2020年3月における犯罪統計によれば、コンタクト・クライム（殺人、強盗、傷害、性犯罪などの身体に直接係わる犯罪）の発生件数は、前年比で0.7％増加し、殺人については、1日辺りの発生件数は殺人58件、同未遂51件と高い水準にある。また、性犯罪1.7％、強盗2.8％、殺人1.4％、暴行2.1％と、各種犯罪が増加しており、コンタクト・クライムの悪化傾向が顕著となっている。強盗の発生数を主要手口別に見た場合、一般住宅を狙った侵入強盗が最も多く、次いでショッピングモールなどにおける屋内強盗、カージャックの順に多く発生しており、2012年以降増加傾向が続いている事が確認されている。カージャック被害は前年より若干減少しているものの高止まりの状況であり、凶悪犯罪の増加は、南アフリカ国民だけでなく、日本人を含む外国人の生活および治安を直に脅かすものとなっている。
更には誘拐も年々増加しており、ヨハネスブルクが所在するハウテン州、ダーバンが所在するクワズール・ナタール州、ケープタウンが所在する西ケープ州で顕著となっている。
これらの事から、アフリカ大陸国家における犯罪事案では強盗、性的、カージャック目的で起こされる事件が最も多いことが報告されている。

### 犯罪問題
アパルトヘイト廃止後に起きた失業問題により、南アフリカでは急速に治安が悪化した。現在、ヨハネスブルグをはじめとして南アフリカの都市では、殺人、強盗、強姦、麻薬売買などの凶悪犯罪が昼夜を問わず多発している。凶悪犯罪においても、軒並み世界平均件数と比べて異常に高い犯罪率となっている。
2018年9月11日に公表された南アフリカ政府公式統計によると、2017年4月から2018年3月までに殺害された人々の数は計2万336人で、2016年4月から2017年3月まで前回の統計における1万9,016人から増加し、1日に約57人が殺害されている。犯罪発生率は前回の統計から6.9%増加し、アパルトヘイト廃止後最悪となった。ベキ・ツェレ警察相は2018年9月に「南アフリカは平和であり、戦争も起きていないが、戦争に近い域にある」「毎日乗り物を乗っ取られたり、強盗やレイプに遭ったり、殺害される 」など、平時にもかかわらず戦時レベルの治安であることが普通になっていることへの強い危機感を述べている。
その発表後の南アフリカ犯罪統計（南アフリカ警察当局発表）によると、2019年4月 - 2020年3月までに警察が把握しただけで2万1,325件の殺人既遂事件が、未遂事件は1万8,635件が発生しており、発表後も既遂事件は増加している（前年統計に比べ既遂は1.4％増加、未遂は1.8%減少）。1日に既遂は約58.4件、未遂は約51.1件が被害が発生している計算である。更に人口10万人当たりは、未遂を含め68.24件と日本（950件、0.75件/10万人[2019年]）の約91倍となっている。
強盗認知件数は19万5,815件であり、1日の強盗発生数は約536.5件に上った。その内、武器を使用した強盗は14万3,990件で7割以上が拳銃などの武器が使用されたと発表されている。中には、全員が自動小銃で武装した強盗グループといった、現場の警察官では対応が出来ないケースもある。さらにほとんどの場合、犯罪者は発砲をまったく躊躇しないためきわめて危険である。
強姦については、認知件数は4万2,289件であり、発生率についても72.22件/10万人となっており、日本（1,405件、1.11件/10万人[2019年]）の約65倍である。更に、強姦以外の性犯罪を含めた場合、5万3,293件であり、発生率は91.01件/10万人となっており、日本（6,305件、5.00件/10万人[2019年]）の約18倍である。
南アフリカの男性の4人に1人を上回る27%が、「過去に成人女性または少女をレイプしたことがある」と回答している。また、比較的安全と思われる高級ホテルの中ですら、従業員が鍵を開けて客室に侵入し、女性旅行客をレイプし殺害するといった事件も発生している。2010年11月26日に発表された、ヨハネスブルグやハウテン州などで南アフリカ政府によって行われた調査によると、男性は3人に1人を上回る37.4%が過去に女性をレイプした経験があると回答（男性の7%が集団レイプの経験があると回答）、さらに女性は25.3%がレイプされた経験があると回答した。被害者の中には報復や二次被害を恐れて報告しないケースもあるため、実際にはさらに多いと思われる。
警察当局では治安改善を図るため、警察官の大量採用や防犯カメラの設置などの対策を実施しているが、依然として治安の悪い状態が続いている。
上記のように凶悪犯罪が多発していることから、警察で捜査の時間を確保するため軽犯罪の取り締まりは手薄となっている。特に不法滞在者に関しては数が多すぎるため、半ば放置されている。このため他国の犯罪者が逃亡先として南アフリカを選択する事例もある。

### 白人への攻撃激化
2017年には72人の白人が殺害されている。2011年から毎年増加し始めているこの問題への対策を求めて、南アフリカ政府に白人数百人がデモを行っている。2017年12月には与党アフリカ民族会議（ANC）の新議長に就任したシリル・ラマポーザ副大統領が国民の8割以上を占める黒人のために、ジンバブエでは農地を荒廃させて経済も崩壊させた「白人の土地の取り上げ」を行うことを明言した。1998年から2016年末までに農家,1187人、その家族490人、農場従業員147人、農場にいた24人、少なくとも1848人が殺害されている。2010年に経済的解放の闘士（EFF）の党首ジュリアス・マレマ（Julius Malema）は「革命的な歌だが、今は大量虐殺を宣告する」「白人を殺す」と謳っている。白人農家が殺害・追放されたジンバブエと同様の道を辿ることが危惧されている。
これを受け、スィドランダーズ（Suidlanders、「南の民」の意味）なる白人の互助団体がインターネット上で誕生したほか、南アフリカ共和国（の白人社会）と伝統的に関係の深いイスラエルの元軍人などから、イスラエル発祥のクラヴ・マガや射撃といった護身術のトレーニングを受けるなど、白人が政府に頼らず自衛を進めていく動きが出ている。

### 法執行機関

#### 警察
南アフリカの警察組織・警備会社は上述の犯罪問題により、強力な武装化をしている場合が多い。たとえば、一般警察官としての通常の携行装備である拳銃や警棒以外でライフル銃やスタンガン、時には手榴弾（俗語でパイナップル）を所持している場合がある。また、南アフリカで活動する警備会社は9,000以上で、働く警備員の数は40万人と、警察官や国防軍の兵士よりも多いとされている。

### 人権
南アフリカは死刑を廃止しており、日本人の殺人犯が国内に不法滞在した事例では、日本の死刑制度を理由に引き渡しには死刑を求刑しないという確約を要求している。

## 文化

### 文学

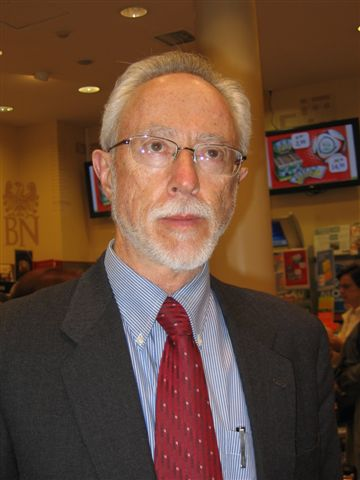
ノーベル文学賞受賞作家、J・M・クッツェー

南アフリカはナイジェリアと同様に、ブラックアフリカでは例外的に出版業の生産、流通システムが確立しており、自国内に文学市場が存在する国である。
文字による南アフリカ文学は、南アフリカの強固なアパルトヘイトの影響により、白人文学と黒人文学に分離したものとして考えられている。20世紀半ばごろから都市黒人によってアパルトヘイトを描いた文学が文字によって生み出されるようになり、1970年代の黒人意識運動（スティーヴ・ビコ）以降もこの潮流は基本的には途絶えることはなかった。代表的な黒人作家としては『我が苦悩の二番通り』（1959年） のエスキア・ムパシェーレ、『アマンドラ』（1980年）でソウェト蜂起を描いた女性作家のミリアム・トラーディ、『愚者たち』（1983年）のジャブロ・ンデベレ、マジシ・クネーネ、ANCの活動家であり、アパルトヘイト政権によって処刑された詩人のモロイセが、白人作家としては『ツォツィ』のアソル・フガード、女性作家のメナン・デュ・プレシスなどの名が挙げられる。また、ノーベル文学賞受賞作家として『保護管理人』（1974年）のナディン・ゴーディマーと『マイケル・K』（1983年）や『恥辱』（1999年）のJ・M・クッツェーの名が挙げられる。

### 音楽
ポピュラー音楽においては、1930年代にアフリカ系アメリカ人の音楽の影響を受け、マロンボやクウェラと呼ばれるダンス音楽が成立した。
現代ポピュラー音楽のミュージシャンとしては、男性のみによるゴスペルグループのレディスミス・ブラック・マンバーゾ、女性シンガーであり、「パタ・パタ」で知られるミリアム・マケバ、ブレンダ・ファッシー（Brenda Fassie）、イヴォンヌ・チャカ・チャカ（Yvonne Chaka Chaka）などが世界的にもよく知られている。
シクスト・ロドリゲス（en:Sixto Rodriguez）が人気である。

### 映画
南アフリカ出身の特に著名な映像作家として『ツォツィ』（2005年）のギャヴィン・フッドの名が挙げられる。また南アフリカを舞台にしたSF映画『第9地区』は2009年度のアカデミー賞の各部門にノミネートされた。
その他に国外の映像作家によって南アフリカを描いた映画として、
- リチャード・アッテンボロー『遠い夜明け』（1987年）
- ジョン・ブアマン『イン・マイ・カントリー』（2004年）
- ビレ・アウグスト『マンデラの名もなき看守』（2007年）
- トム・ホッパー『ヒラリー・スワンク IN レッド・ダスト』（2007年）
- クリント・イーストウッド『インビクタス/負けざる者たち』（2009年）

などが挙げられる。

### 世界遺産
南アフリカ共和国内には、ユネスコの世界遺産リストに登録された文化遺産が4件、自然遺産が3件、複合遺産が1件存在する。

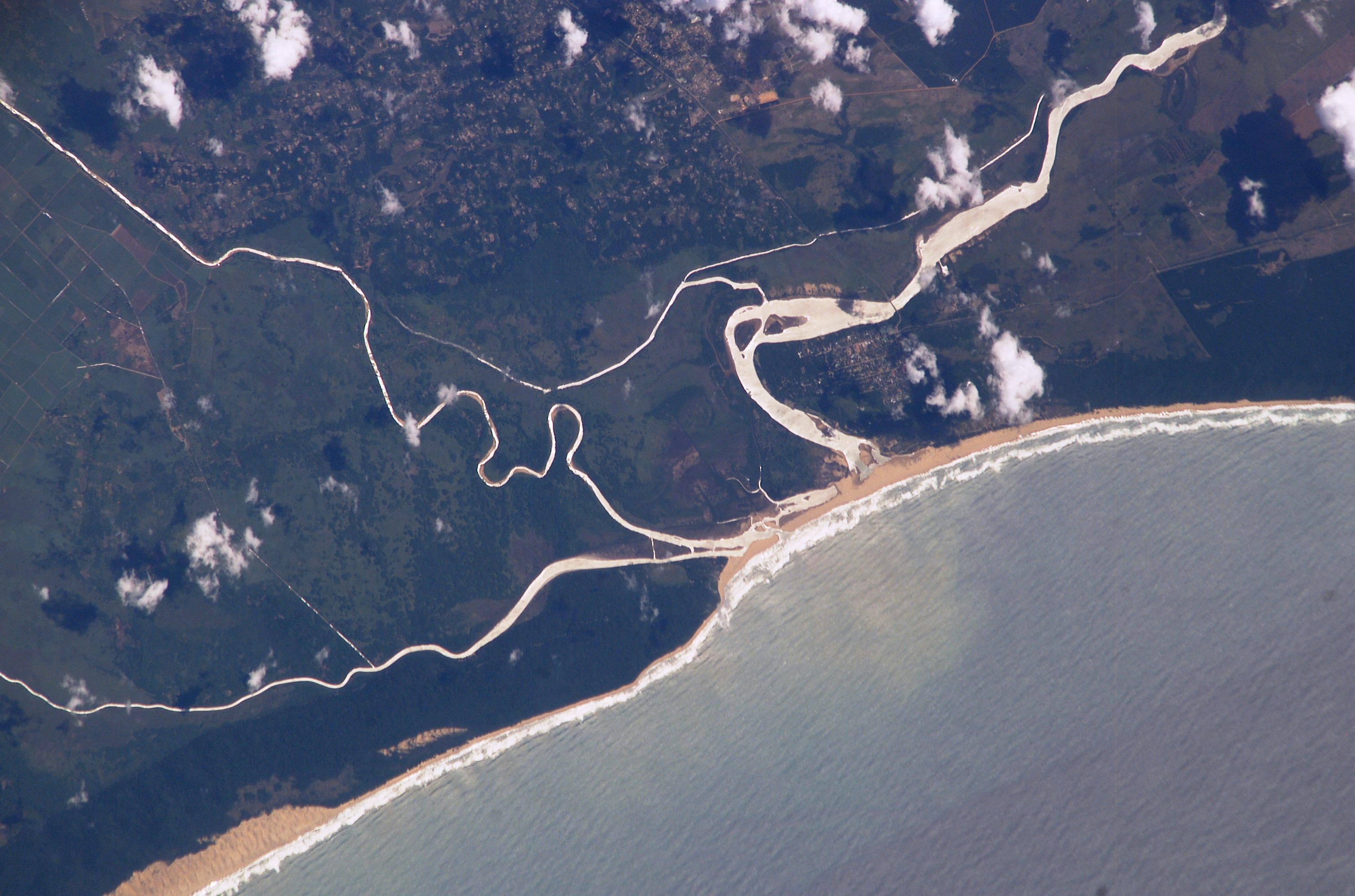
イシマンガリソ湿地公園 - （1999年、自然遺産）
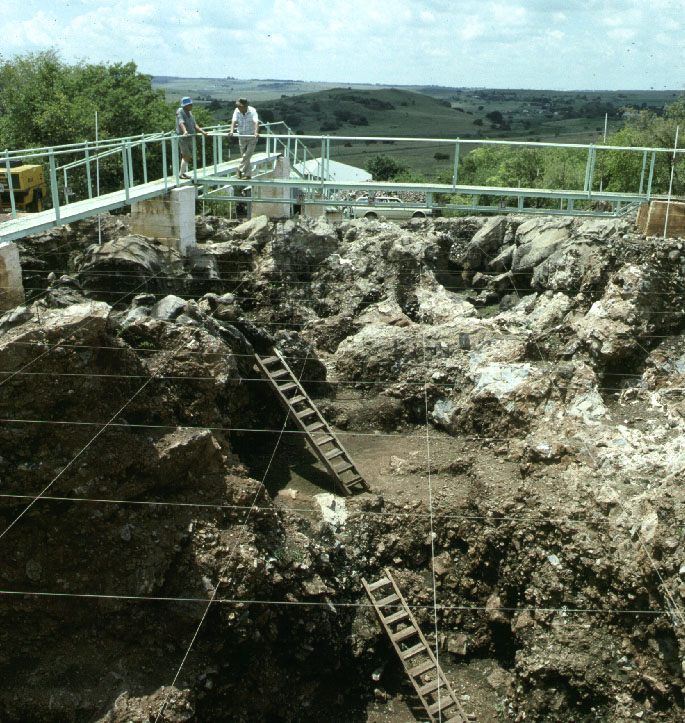
南アフリカの人類化石遺跡群 - （1999年、文化遺産）
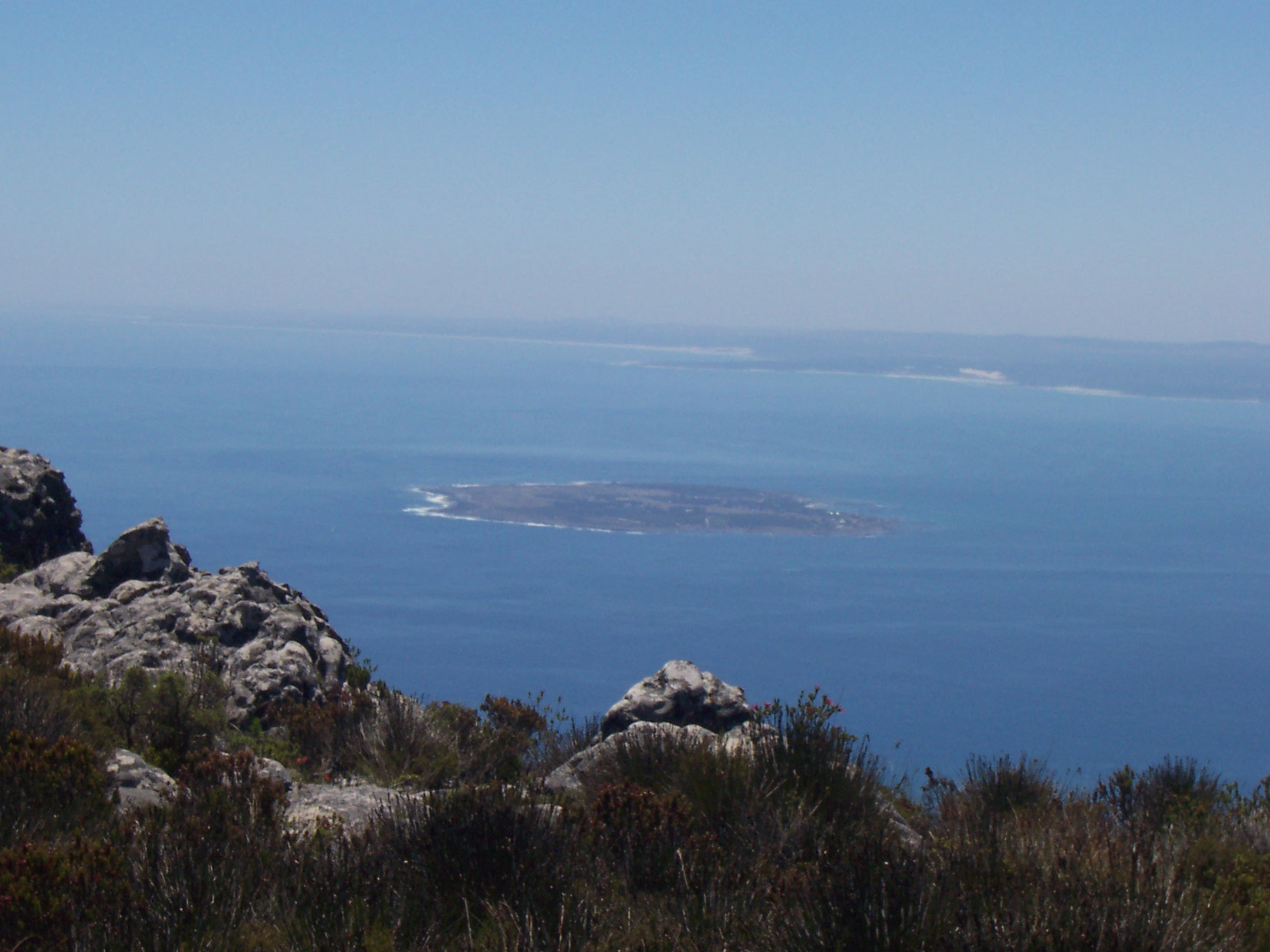
ロベン島 - （1999年、文化遺産）
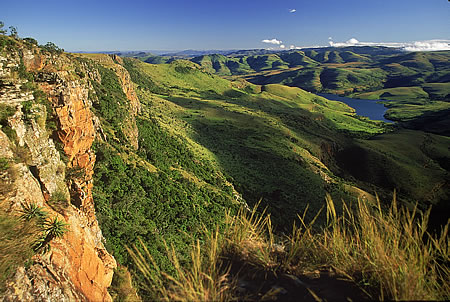
マロティ＝ドラケンスバーグ公園 - （2000年・2013年、複合遺産）
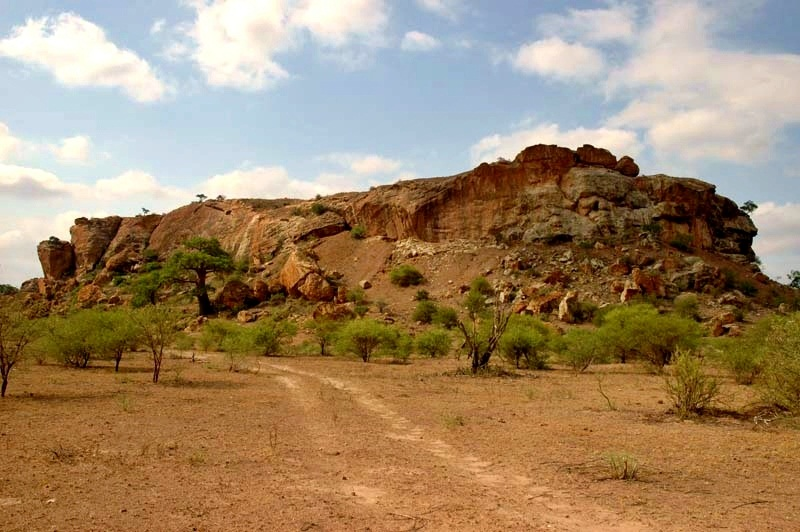
マプングブエの文化的景観 - （2003年、文化遺産）
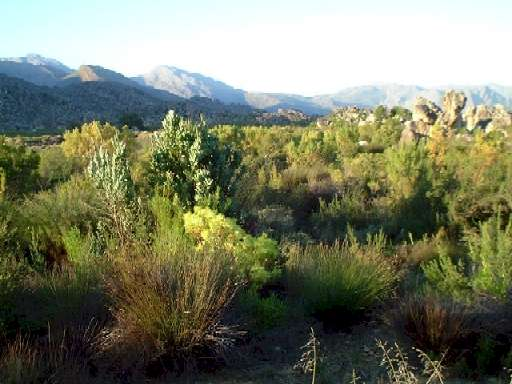
ケープ植物区系地方の保護地区群 - （2004年、自然遺産）
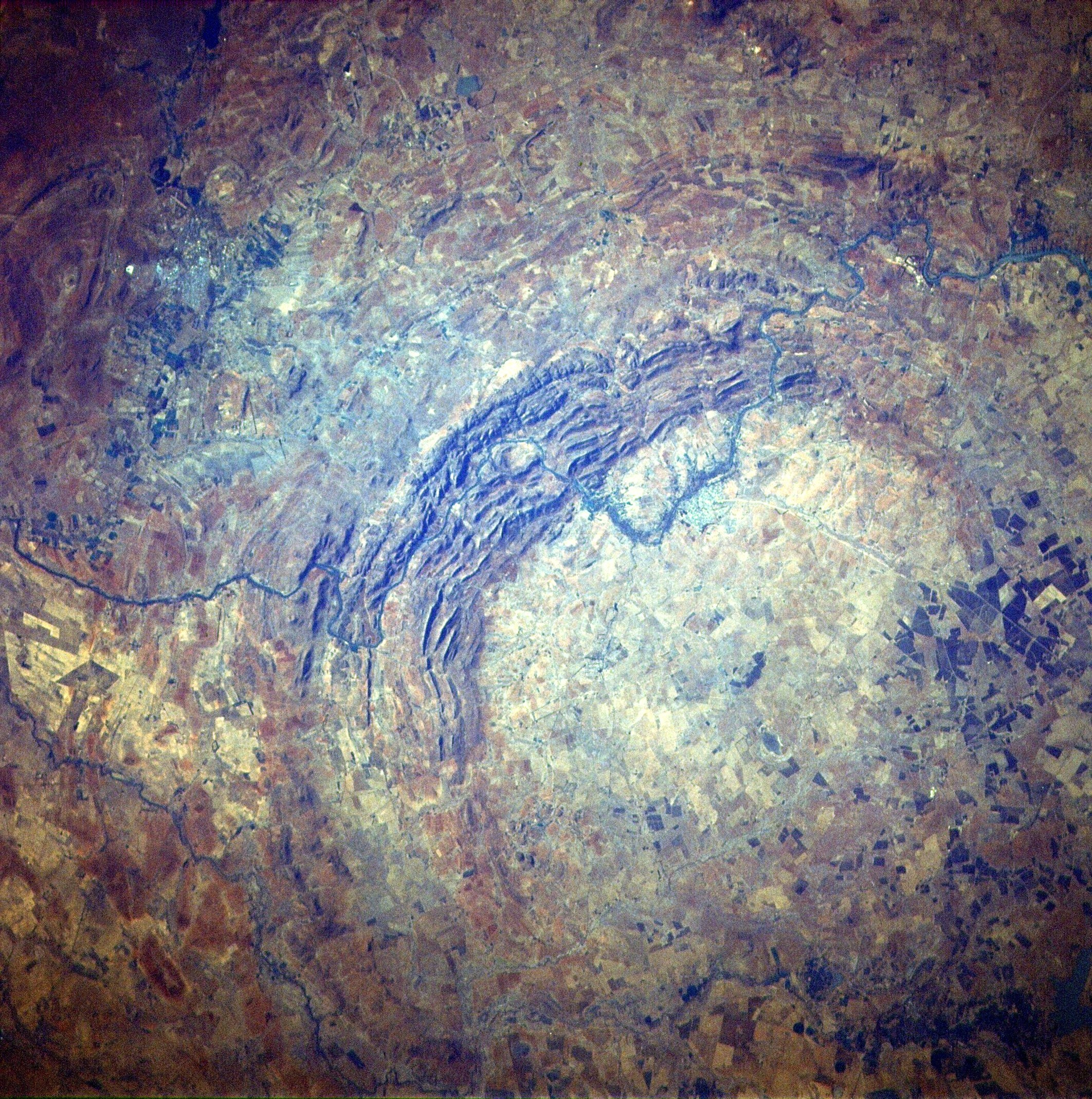
フレデフォート・ドーム - （2005年、自然遺産）
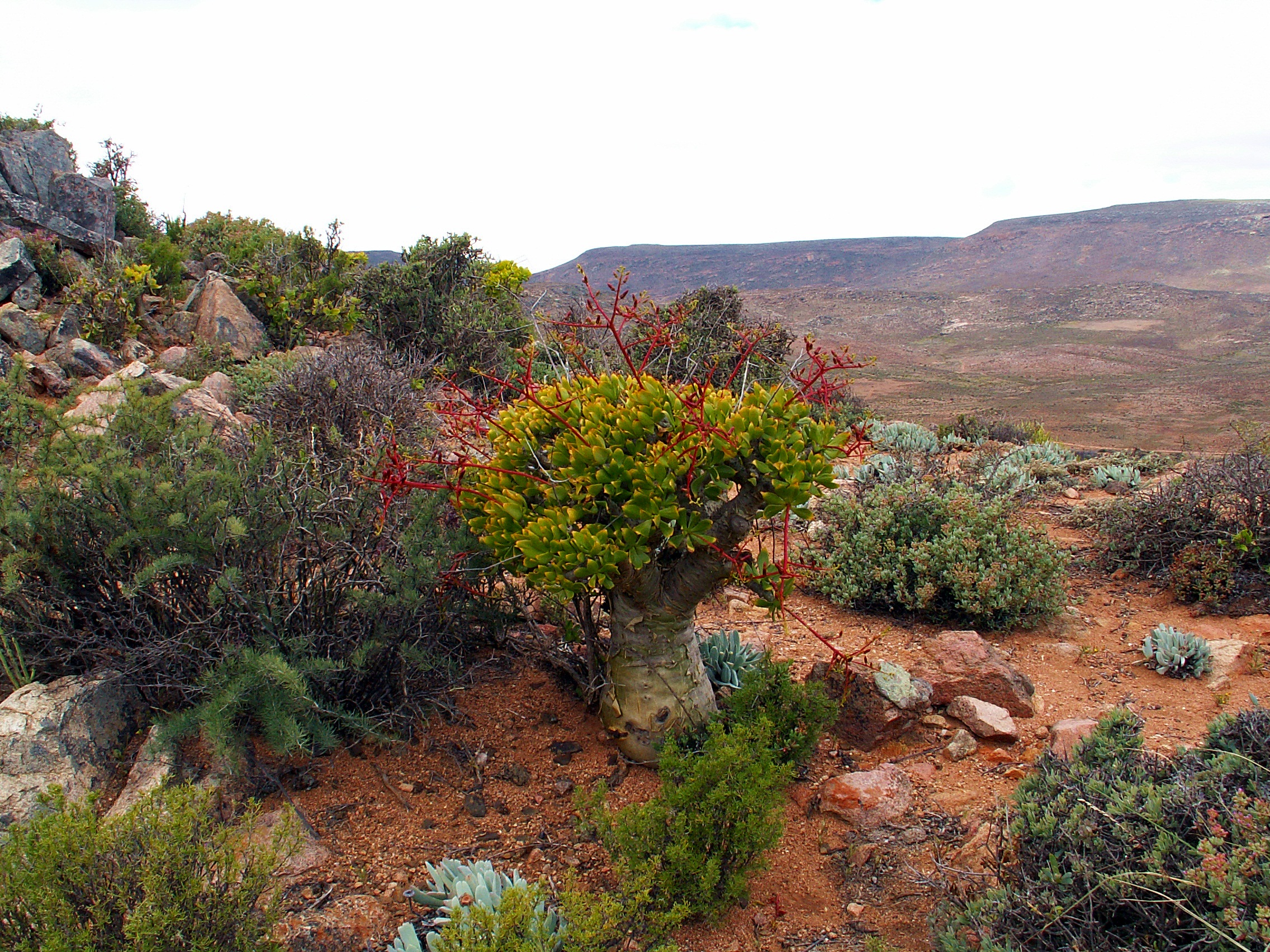
リフタスフェルトの文化的・植物的景観 - （2007年、文化遺産）

### 祝祭日
現在の南アフリカにおける祝日に関する七曜表は、1994年に導入された祝日法 (1994年法律第36号) が基盤となっている。祝日が日曜日に当たる場合は、その翌日の月曜日が祝日に置き換えられるよう規定されている。
| 日付     | 日本語表記       | 現地語表記            | 備考 |
| 1月1日   | 元日             | New Year's Day        |      |
| 3月21日  | 人権の日         | Human Rights Day      |      |
| 移動祝日 | 聖金曜日         | Good Friday           |      |
| 移動祝日 | 復活祭月曜日     | Easter Monday         |      |
| 4月12日  | 家族の日         | Family Day            |      |
| 4月27日  | 自由の日         | Freedom Day           |      |
| 5月1日   | メーデー         | Workers' Day          |      |
| 6月16日  | 青年の日         | Youth Day             |      |
| 8月9日   | 女性の日         | National Women's Day  |      |
| 9月24日  | 伝統文化継承の日 | Heritage Day          |      |
| 12月16日 | 和解の日         | Day of Reconciliation |      |
| 12月25日 | クリスマス       | Christmas Day         |      |
| 12月26日 | 親善の日         | Day of Goodwill       |      |

### スポーツ
サッカー

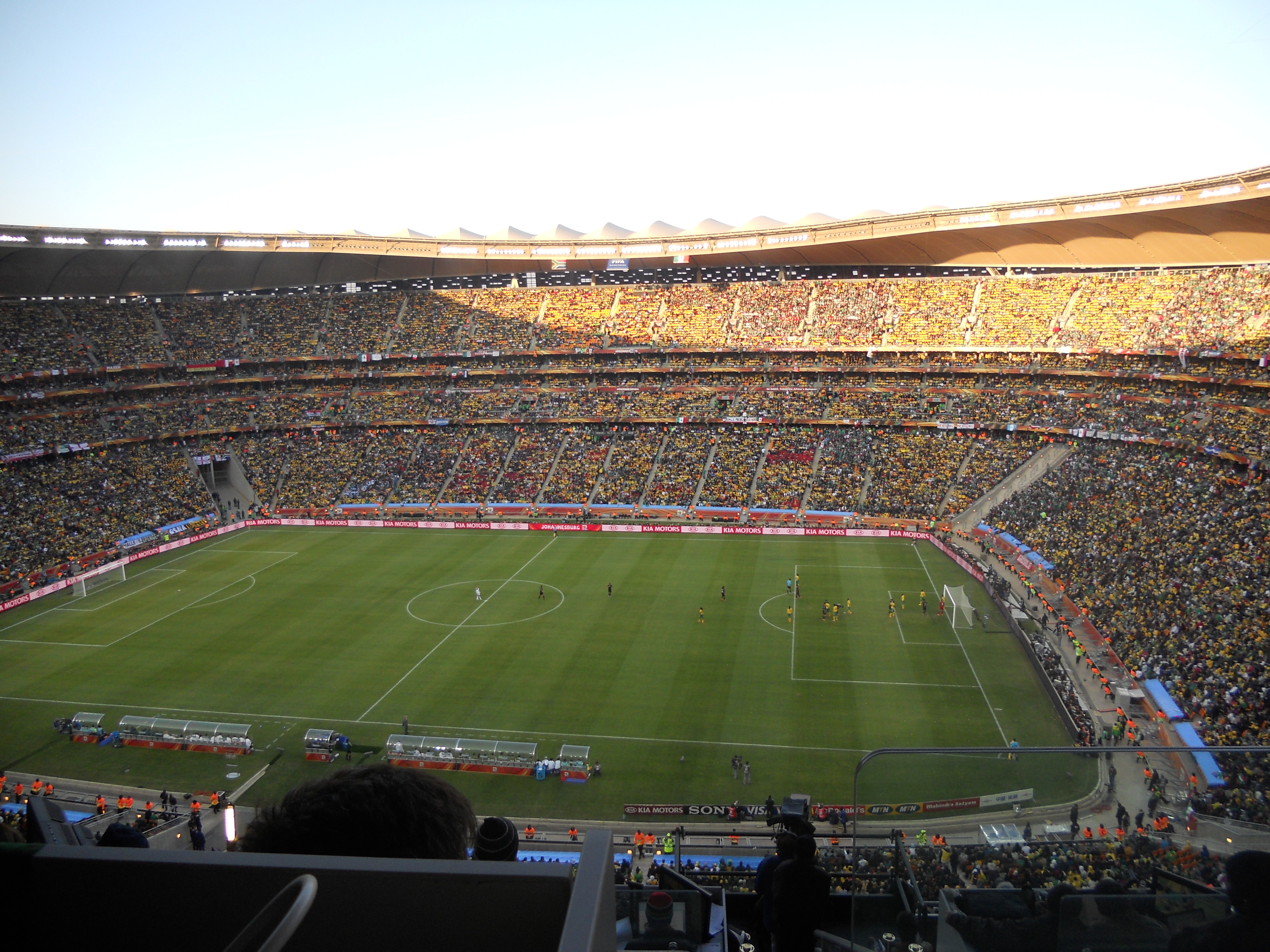
2010 FIFAワールドカップ開幕戦「南アフリカ対メキシコ」

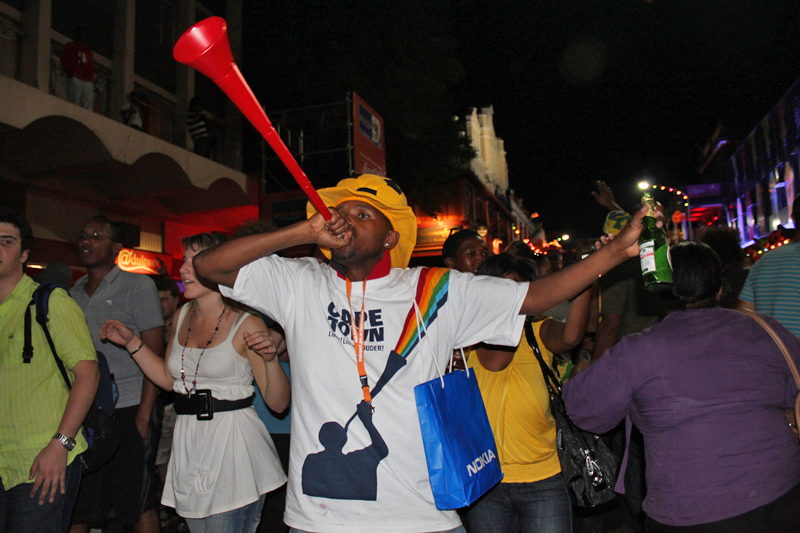
ブブゼラを吹く南アフリカのサポーター (2010年)

サッカーはイギリス統治時代にもたらされて以降、南アフリカで1番人気のスポーツとなっている。南アフリカ共和国サッカー協会（SAFA）によって構成されるサッカー南アフリカ共和国代表は、「バファナ・バファナ」の愛称で国民から親しまれており、これはズールー語で「少年たち」を意味する。アフリカネイションズカップにおいては10度の出場歴があり、自国開催となった1996年大会では初優勝に輝いている。
2010年にはアフリカ大陸初となる『2010 FIFAワールドカップ』が開催された。開幕戦では強豪メキシコ代表を相手に、シフィウェ・チャバララの大会第1号ゴールなどで引き分けるなど健闘したが、その後連敗しW杯史上初となる開催国のグループリーグ敗退となった。さらに同国のサポーターが応援時に使用したブブゼラという楽器も、世界中で話題となった。
ラグビー
南アフリカ国内ではサッカーが老若男女問わず圧倒的に人気となっているが、2番目に盛んなのはこのラグビーである。ラグビー南アフリカ共和国代表は、ワールドカップでは自国開催となった1995年大会で初優勝を果たした。さらに2007年フランス大会、2019年日本大会、2023年フランス大会でも優勝するなど、ニュージーランド代表と並び世界トップクラスの実力を誇っている。
クリケット
南アフリカではクリケットも人気スポーツのうちの一つである。歴史は古く、イギリスがオランダから支配権を奪い始めた頃からクリケットが定着してきた。南アフリカの歴史の中で、最初に認められた試合は1808年にイギリス人将校の2チームの間で行われた。1909年にイングランドとオーストラリアの3カ国と共に国際クリケット評議会に加盟した。南アフリカは政治的な問題で長期間クリケット・ワールドカップに出場できなかったが、1992年大会では準決勝まで進出するという好成績を収めた。1998年にはICCチャンピオンズトロフィーで初優勝し、ビッグタイトルを獲得した。2003年にはワールドカップをジンバブエやケニアと共同開催し、決勝戦はヨハネスブルクのワンダラーズ・スタジアムで行われた。2027年にもワールドカップがジンバブエとナミビアの3カ国共催で予定されている。ジャック・カリスは南アフリカを代表する選手であり、クリケットの歴史の中においても屈指のオールラウンダーである。
モータースポーツ

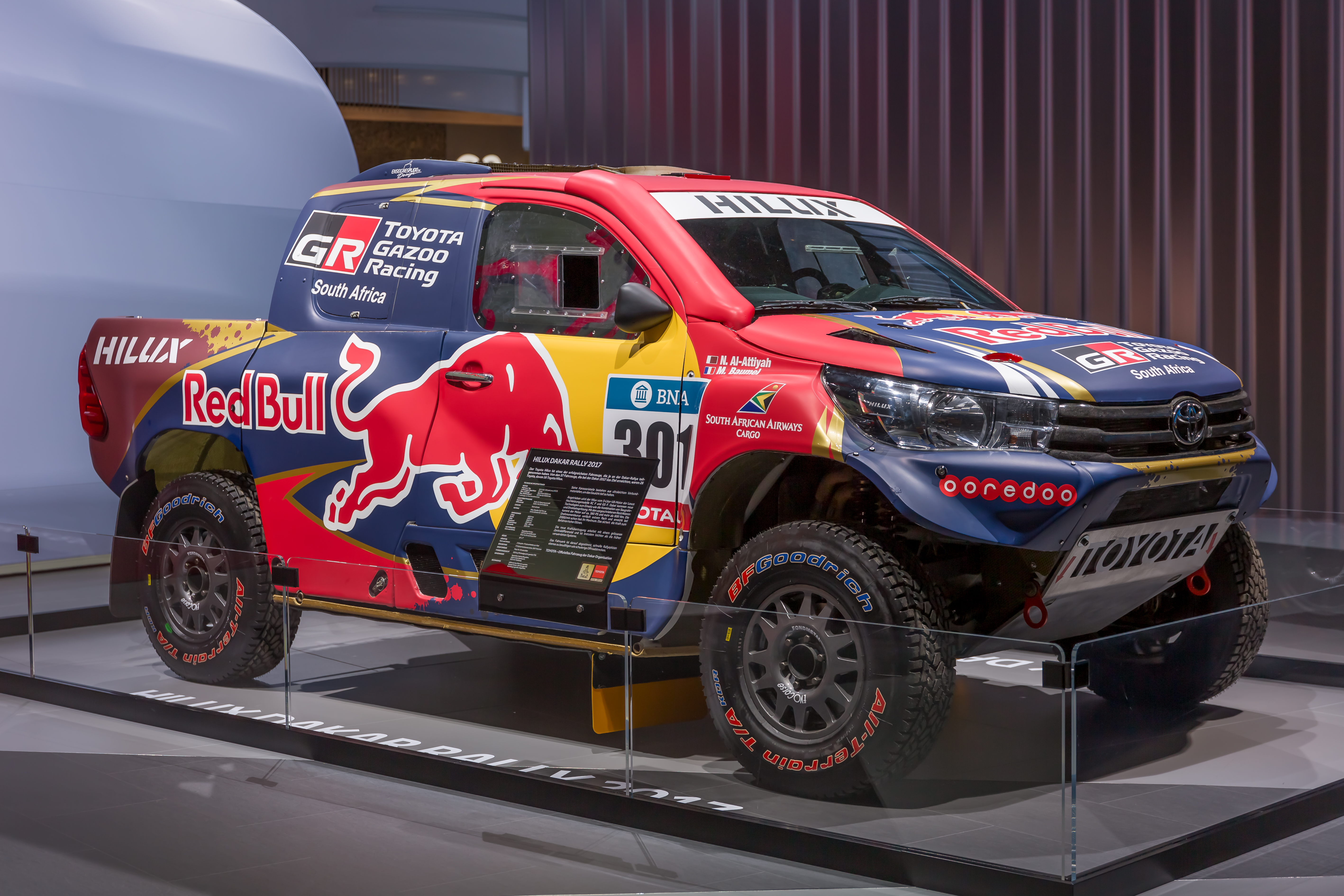
TOYOTA GAZOO Racing SAのトヨタ・ハイラックス (2017年)

かつてF1・南アフリカグランプリと、ロードレース（WGP）・南アフリカグランプリが開催されていた。特にF1は1962年から長きに渡り開催されていたが、アパルトヘイト政策への抗議もあり1985年のレースを最後に中断。のちに復活したが現在は終了している。1979年のF1ワールドチャンピオンのジョディー・シェクターは同国出身であり、1975年の同グランプリを制している。なお、カーデザイナーとしてF1で一時代を築いたロリー・バーンとゴードン・マレーの両者も同国出身である。
未舗装路が多いためラリー、ラリーレイド、エンデューロ、モトクロスといったオフロード系カテゴリの人気が高い。南アフリカラリー選手権は1960年代から開催され、そのころから日本車も多数活躍した。国際戦としてはIRC（インターコンチネンタル・ラリー・チャレンジ）の開幕初年度の第一戦がズールーで行われ、その後一世を風靡するスーパー2000規定の初陣を飾った。2017年公開の邦画『OVER DRIVE』では、南アフリカでチャンピオンマシンとなったトヨタ・ヤリス（当時の日本名はヴィッツ）のスーパー2000規定車両が輸入されて主人公のマシンのモデルとして用いられた。
ラリーレイド（クロスカントリー）では同国で人気が高く製造も行われているバッキー（ピックアップトラックの同国での呼び名）によって争われることが多い。またトヨタと日産は南アフリカ法人主体のチームでラリーレイドの国際戦に参戦し、トヨタは2022年にダカール・ラリーと世界ラリーレイド選手権の両方を制覇した。レッドラインやセンチュリー・レーシングといった有力なコンストラクターも多く抱えており、ランドの安さもあいまって他国のプライベーターからの人気も高い。2018年ダカールでは、トップ10のうち実に5台が南アフリカで製造されたクロスカントリーカーであった。
2008年にはFIA公認のソーラーカーレースである「サウス・アフリカン・ソーラー・チャレンジ」が開催された。プレトリアをスタートしケープタウンやダーバンを経て、プレトリアに戻るルートで計4,000キロ以上の一般公道を走行する。